# جنگ جهانی اول
جنگ جهانی اول که با عنوان جنگ بزرگ یا جنگ کبیر نیز شناخته می‌شود، جنگی جهانی بود که از ۲۸ ژوئیهٔ ۱۹۱۴ تا ۱۱ نوامبر ۱۹۱۸ میلادی (۵ مرداد ۱۲۹۳ تا ۱۹ آبان ۱۲۹۷ شمسی) میان دو ائتلاف رخ داد: متفقین از یک سو و قدرت‌های مرکزی از سوی دیگر. بیشتر نبرد در جبهه اروپا و خاورمیانه و نیز بخش‌هایی از آفریقا و آسیا-اقیانوسیه انجام شد که در جبهه اروپا، با سنگربندی، استفاده همه‌جانبه از توپخانه و سلاح‌های شیمیایی و آغاز بهره‌گیری از تانک و هواگرد نظامی همراه بود. جنگ جهانی اول یکی از پرتلفات‌ترین جنگ‌های تاریخ بود؛ این جنگ باعث کشته‌شدن حدود ۱۰ میلیون نفر نظامی و زخمی‌شدن حدود ۲۰ میلیون نفر نظامی دیگر و نیز کشته‌شدن حدود ۱۰ میلیون شهروند عادی، به دلایل گوناگون، از جمله قتل‌عام بود. آوارگی گسترده مردمان درگیر در این جنگ، یکی از عوامل اصلی همه‌گیری آنفلوانزای اسپانیایی بود.
در پیِ ترور آرشیدوک فرانتس فردیناند، ولیعهد امپراتوریِ اتریش-مجارستان در ۲۸ ژوئن ۱۹۱۴ توسط ملی‌گرای صرب، گاوریلو پرنسیپ و از اعضای گروه دست سیاه، در سارایوو، اتریش-مجارستان جهت انجام چندین خواسته به پادشاهی صربستان ضرب‌الاجل فرستاد و به دنبال برآورده نشدن آن‌ها این کشور را مورد حمله قرار داد. امپراتوری روسیه به عنوان متحد سنتی صربستان، دست به بسیج نیروهای خود زد که موجب نگرانی امپراتوری آلمان متحد اتریش-مجارستان شد. آلمان برای جلوگیری از یک جنگ دوطرفه به متحد روسیه یعنی فرانسه حمله کرد. برای سرعت بخشیدن به روند حمله به خاک فرانسه، ارتش آلمان برای دور زدن خط دفاعی این کشور، طرح اشلیفن را اجرا کرد که به موجب آن نیروهای آلمانی از خاک بلژیک برای حمله به فرانسه عبور می‌کردند. تجاوز آلمان به خاک بلژیک باعث شد امپراتوری بریتانیا نیز به عنوان ضامن استقلال این کشور، به آلمان اعلان جنگ دهد. با ورود تدریجی متحدین دو طرف، درگیری‌های نظامی به در مدت کوتاهی به نقاط مختلف جهان سرایت کرد. با وجود آغاز پرسرعت، جنگ به زودی گرفتار بن‌بست نبرد سنگرها شد. مدت‌ها هیچ‌یک از دو سو نتوانستند به پیروزی مهمی دست یابند و جنگ چهار سال به درازا انجامید و نزدیک به ۱۰ میلیون نفر کشته برجای گذاشت. روسیه اواخر سال ۱۹۱۷ از جنگ خارج شد. مشکلات جدی داخلی و وقوع انقلاب فوریه، روسیه را وادار به امضای پیمان صلح با آلمان کرد. سال بعد ایالات متحده در جانب متفقین وارد درگیری‌ها گردید. سرانجام با پیروزی متفقین و پایان جنگ در سال ۱۹۱۹، با برگزاری کنفرانس صلح پاریس، معاهده‌های جداگانه‌ای امضا شد که تاوان بسیار سنگینی بر شکست‌خوردگان جنگ تحمیل کرد.
جنگ جهانی اول از برجسته‌ترین رخدادهای تاریخ بشر است و به گونهٔ مستقیم و غیرمستقیم نقش بزرگی در تعیین تاریخ سدهٔ بیستم داشته است. این جنگ پایان چندین نظام سلطنتی در اروپا را رقم زد و مایهٔ نابودی چهار دودمان حکومتی هابسبورگ-لورن در اتریش، هوهن‌تسولرن در امپراتوری آلمان، آل عثمان در امپراتوری عثمانی و رومانوف در امپراتوری روسیه شد.
با وجود تأسیس جامعه ملل جهت جلوگیری از وقوع چنین جنگ‌هایی، بیشتر تاریخ‌نگاران بر این باورند که شکست دیپلماسی پس از جنگ و تحمیل غرامت‌ها و مجازات‌های تحقیرآمیز بر اساس پیمان‌هایی چون پیمان ورسای بر آلمان و دیگر کشورهای شکست‌خورده، مایهٔ پرورش جنبش‌هایی چون نازیسم و زمینه‌ساز آغاز جنگ جهانی دوم شد. همچنین نادیده گرفتن ایتالیا و امپراتوری ژاپن از سوی قدرت‌های بزرگ‌تر در تقسیم غرامت‌ها، از دلایل رشد فاشیسم در ایتالیا و حملهٔ ژاپن به منچوری دانسته می‌شود. این جنگ همچنین زمینه را برای انقلاب روسیه مهیا ساخت؛ امری که بر آیندهٔ جهان تأثیر گذاشت و به انقلاب‌های سوسیالیستی دامن زد و از سویی زمینه‌ساز تبدیل شوروی به یک ابرقدرت جهانی شد که آغاز جنگ سرد با ایالات متحده را در پی داشت.
در غرب آسیا با انحلال امپراتوری عثمانی، کشور نوینی به نام جمهوری ترکیه پایه‌گذاری و قیمومیت موقت مناطق عرب‌نشین تحت حکومت عثمانی تا زمان استقلال آن‌ها به بریتانیا و فرانسه سپرده شد. با فروپاشی امپراتوری اتریش-مجارستان، در اروپای مرکزی کشورهای چکسلواکی و یوگسلاوی پدید آمدند و لهستان با پیوند بخش‌هایی از خاک سه امپراتوری آلمان، روسیه و اتریش-مجارستان، استقلال خود را پس از دو سده بازیافت.

## تحولات اروپا در آستانهٔ جنگ اروپایی اول

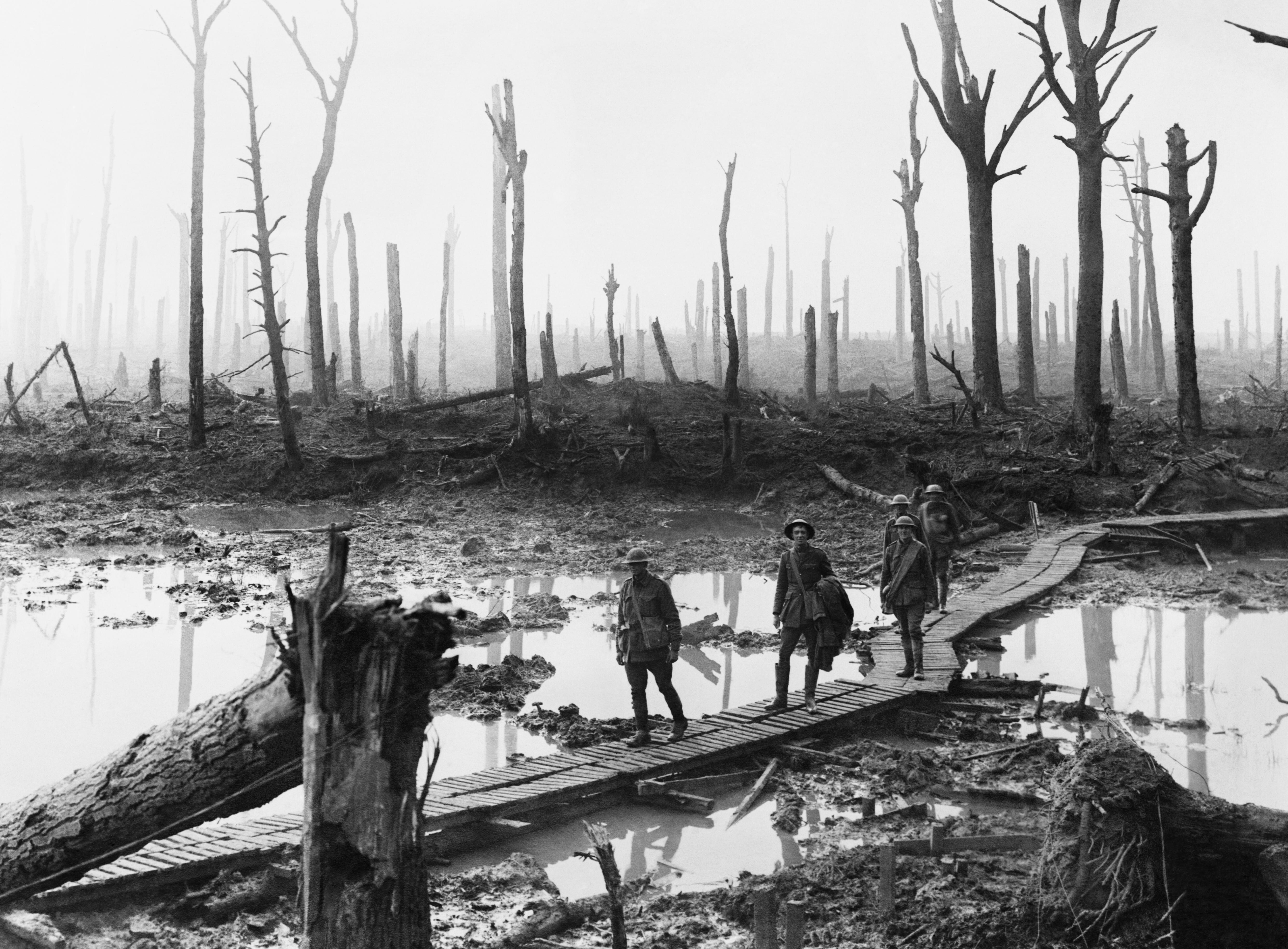

وحدت آلمان در فاصلهٔ سال‌های ۱۸۴۸ تا ۱۸۷۱ صورت پذیرفت و نتیجهٔ جنگ‌هایی بود که ویلهلم یکم پادشاه پروس به تحریک بیسمارک با امپراتوری اتریش و فرانسه به راه انداخت. ویلهلم اول پس از رسیدن به پادشاهی، بیسمارک را به نخست‌وزیری برگزید. اولین درگیری‌ها بین پروس و دانمارک بود که علت آن اختلاف بر سر دوک‌نشین‌های شلسویگ، هولشتاین و لونبورگ میان پادشاه دانمارک و اتحادیهٔ ایالت‌های آلمانی بود. بیسمارک از دولت اتریش دعوت کرد تا با پروس در حل اختلاف بین اتحادیهٔ ایالت‌های آلمانی و دانمارک همراهی کند و از آنجا که هر دو کشور از کریستیان نهم پادشاه دانمارک خواستند از انضمام شلسویگ به خاک خود چشم بپوشد و پادشاه دانمارک به این امر راضی نشد آن دو کشور با ۹۰ هزار سپاه به دانمارک حمله کردند. طی جنگ دوم شلسویگ نیروهای نظامی کریستیان به علت کمبود نیرو، از اتریش و آلمان شکست خوردند و او درخواست صلح کرد و سرانجام به موجب عهدنامه‌ای که در وین منعقد شد، دانمارک رسماً از دوک‌نشین‌های سه‌گانه چشم پوشید. پروس دوک‌نشین لونبورگ را تصرف کرد و اتریش ۱۵ میلیون مارک غرامت از آن دوک‌نشین گرفت و حکومت دو دوک‌نشین دیگر نیز بین دو دولت تقسیم شد.
بیسمارک پس از جنگ دانمارک در صدد بود بین پروس و اتریش نیز جنگی ایجاد کند، ولی برای احتیاط ابتدا با ناپلئون سوم امپراتور فرانسه دوست شد و او را راضی نمود تا در جنگ بین پروس و اتریش بی‌طرف بماند و سپس با ویکتور امانوئل دوم پادشاه ایتالیا ضد اتریش معاهده‌ای منعقد ساخت. پس از آن، اتریش را متهم کرد که در حکومت هلشتاین از رعایت منافع مشترک دو دولت خودداری کرده است. همچنین موضوع تغییر وضع اتحادیهٔ دولت‌های آلمانی را پیش کشید و مجلس اتحادیهٔ ایالت‌های آلمانی به اتریش اعلان جنگ داد. نبرد سادو که آلمانی‌ها آن را کونیگراتس می‌گویند نتیجهٔ درگیری بین پروس و اتریش را مشخص کرد. بعد از آن دیگر اتریشی‌ها مقاومت جدی نکردند و در فردای جنگ سادو، فرانسو ژوزف درصدد برآمد که با ناپلئون سوم صلح کند. به موجب معاهدهٔ پراگ، ایالات شلسویک هولشتاین، هانور الکنرال، هس و فرانکفورت ضمیمهٔ پروس شد و پروس، که تا این زمان دو قطعهٔ جداگانه بود، به یک مملکت تبدیل شد. بعد از این، بیسمارک با ممالک واقع در شمال رودماین در مورد تشکیل یک اتحادیه جدید به مذاکره پرداخت و این هیئت به اسم ممالک مجتمعهٔ آلمان شمالی در ماه آوریل ۱۸۶۷ تشکیل شد که شامل ۲۲ مملکت یعنی تمام ممالک آلمان به جز آلمان جنوبی (ممالک باواریا و وورتمبرگ و بادن) می‌شد.

### جنگ فرانسه با پروس

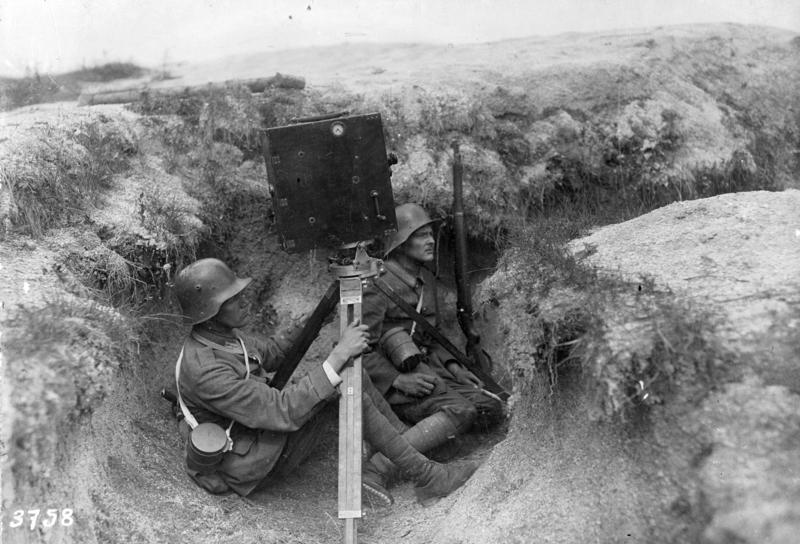
سربازان آلمان در حال فیلمبرداری از عملیات در جنگ جهانی اول

بیسمارک پس از غلبه بر اتریش درصدد به راه انداختن جنگ پروس با فرانسه بود که این جنگ دو علت داشت: اولاً؛ ارادهٔ بیسمارک در تکمیل وحدت آلمان به وسیلهٔ ضمیمه کردن ممالک جنوبی به ممالک مجتمعهٔ شمالی، که برای موفقیت در این امر لازم بود احساسات ضد پروسی را در ممالک جنوبی به وسیلهٔ احساسی قوی‌تر که کینه نسبت به فرانسه (دشمن ارثی) بود از بین ببرد.
دوماٌ؛ دولت فرانسه نتوانست در موقع مساعد اقدام‌های لازم را انجام دهد و تظاهراتی جنگجویانه داشت.
دولت فرانسه از بیسمارک قسمتی از اراضی باویر در ساحل رود رن و همچنین شهر مایانس را تقاضا نمود (پنجم اوت ۱۸۶۶) و چون بیسمارک جواب داد که این تقاضا در حکم جنگ است این تقاضا پس گرفته شد؛ ولی طولی نکشید که فرانسه در ۲۰ اوت الحاق فوری لوکزامبورگ و اجازهٔ الحاق بلژیک را در موقع مساعد درخواست نمود و در مقابل: اولاً به پروس این آزادی عمل را می‌داد که در آلمان جنوبی مثل آلمان شمالی آزادانه عمل کند، ثانیاً حاضر شد با پروس قرارداد تعرضی و تدافعی منعقد نماید. بیسمارک هم پیشنهادهای ناپلئون را فوراً به شاهان باویر و ورتمبرگ اطلاع داد و آن‌ها خشمگین شده و قراردادهای نظامی ای با ویلهلم اول منعقد ساختند. بدین ترتیب، اهالی ایالت‌های جنوبی آلمان هم نسبت به فرانسه بدبین شدند. لوکزامبورگ ملک شخصی پادشاه هلند بود و او راضی شد به ۹۰ میلیون فرانک آن را به فرانسه بفروشد؛ اما این خبر هیجانی در آلمان برانگیخت و بیسمارک پادشاه هلند را مجبور ساخت از فروش لوکزامبورگ خودداری نماید و سرانجام این موضوع در کنفرانس لندن مورد بررسی قرار گرفت. اختلاف دیگر بر سر سلطنت اسپانیا بود که در ۱۸۶۸ نام پرنس لئوپلد پسر عمه پادشاه پروس به میان آمد و این امر هم موجب نگرانی فرانسه گردید. سرانجام در روز سه‌شنبه ۱۹ ژوئیه ۱۸۷۰ ناپلئون رسماً به دولت پروس اعلان جنگ داد و در دوم اوت جنگ آغاز شد و تا شش ماه ادامه یافت. در پایان کار فرانسویان شکست خوردند. به موجب عهدنامهٔ فرانکفورت فرانسه مجبور شد آلزاس و لورن را به آلمان واگذار کند، یک میلیارد دلار غرامت بدهد و اجازه دهد آلمان استحکامات مهم فرانسه را تا زمان پرداخت غرامت در تصرف داشته باشد. شکست فرانسه در ۱۸۷۱ موجب تشکیل امپراتوری آلمان گردید، باویر، ورتمبرگ و باد به اتحادیه آلمان شمالی پیوستند و پادشاه پروس ویلهلم اول به مقام امپراتوری رسید. امپراتوری ۲۵ دولت مختلف و همچنین سرزمین آلزاس و لورن را که از فرانسه جدا شده بود شامل می‌شد. مجلس امپراتوری (رایشتاگ) با آرای عمومی انتخاب می‌شد و احزاب برجستهٔ آن عبارت بودند از محافظه‌کاران، کاتولیک‌ها، آزادی‌خواهان و سوسیالیست‌ها. بیسمارک سیاست جهاد برای تمدن را در پیش گرفت و اصلاحاتی انجام داد.

### مجمع سه امپراتور
کشور آلمان پس از آن که بر امپراتوری‌های اتریش و فرانسه پیروز شد قدرتمندترین کشور اروپا گردید و قوای نظامی آن بر سایر کشورها برتری یافت ولی از انتقام فرانسه بیم داشت و می‌ترسید کشورهای بزرگ اروپا بر ضد او متحد شوند. به همین علت و به منظور گوشه‌گیر کردن بیسمارک، پس از پیمان صلح فرانکفورت، با اتریش طرح دوستی ریخت. در سال ۱۸۷۱ در طی ملاقات ویلهلم اول و فرانسوا ژوزف این پیمان محکم شد. سال بعد الکساندر دوم تزار روسیه، که شخصاً به امپراتور آلمان علاقه‌مند بود، با آن دو کشور همراه شد و این پیمان به مجمع سه امپراتور معروف گشت. (اکتبر ۱۸۷۳)

### جنگ روسیه و عثمانی

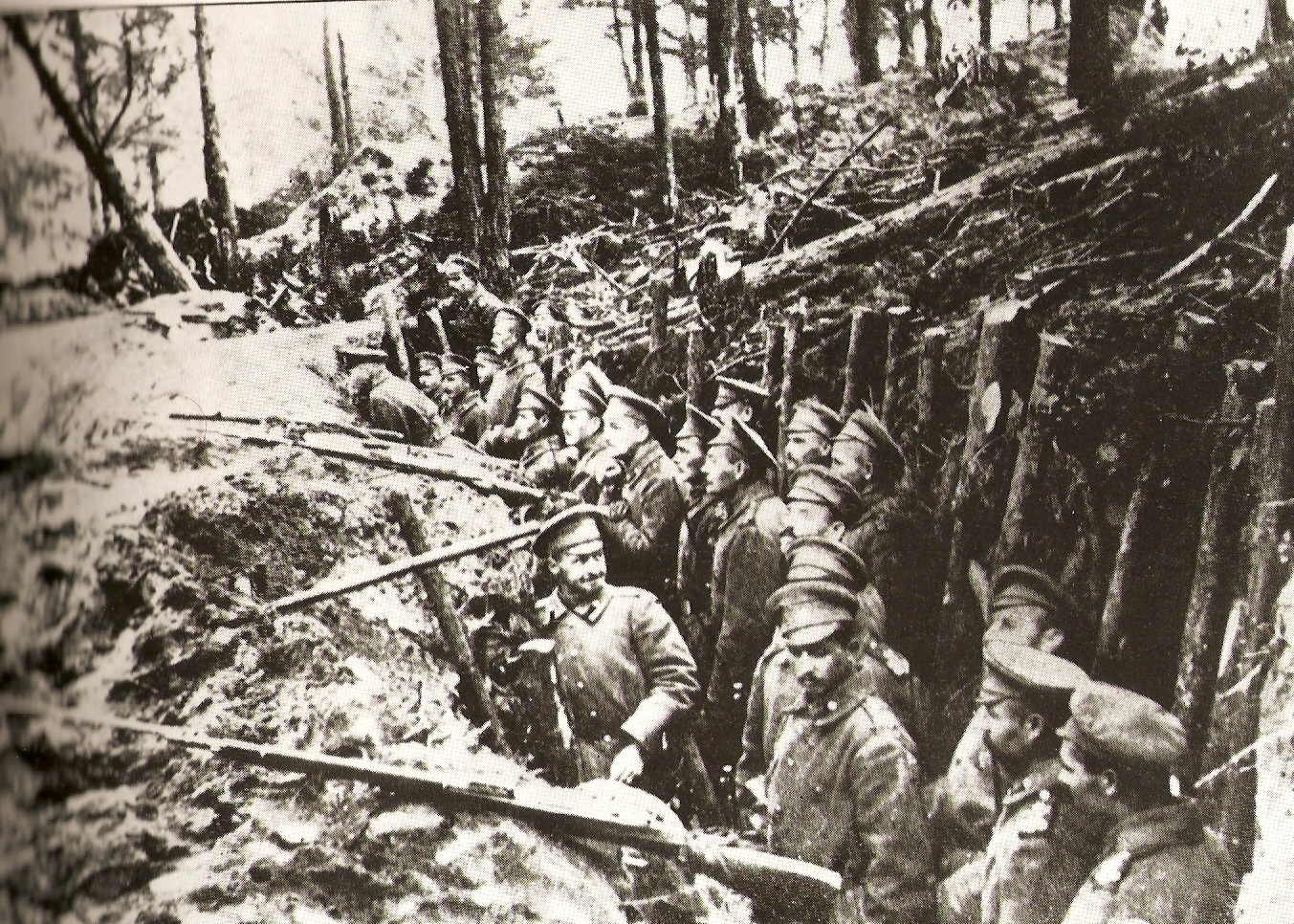
خندق جنگلی روسیه در نبرد ساری‌قمیش. در این نبرد ارتش عثمانی به علت عدم پیش‌بینی زمستان، شکست خورد

جنگ بین روسیه و عثمانی که در سال ۱۸۷۷ آغاز شده بود به پایان رسید و روس‌ها در سوم مارس ۱۸۷۸، پیمان سن استفانو را به ترک‌ها تحمیل نمودند. برای رفع اختلاف در این مورد، کنگرهٔ برلین در ژوئیه ۱۸۷۸ بین کشورهای اروپایی تشکیل شد. الکساندر دوم، امپراتور روسیه نسبت به بیسمارک و روشی که در کنگره اعمال کرده بود خشمگین بود و تزار، رهبر آلمان را به مانند یک خائن نگاه می‌کرد؛ در نتیجه، اتفاق سه امپراتور از بین رفت. همچنین در سال بعد رقابت روسیه و اتریش در بالکان موجب مداخلهٔ آلمان شد و چون اتریش از نژاد ژرمن بود آلمان از اتریش طرفداری کرد. از این رو اتحاد سه‌گانه به اتحاد دوگانه تبدیل شد. به موجب این معاهده آلمان و اتریش قبول نمودند که در هنگام لزوم به هم یاری برسانند و هیچ‌گاه جداگانه با دشمن صلح نکنند.

### شکل‌گیری اتحاد مثلث
سه سال بعد در سال ۱۸۸۲ پیمان دوجانبه به پیمان سه‌جانبه تبدیل شد و ایتالیا به آن ملحق شد. بر اساس مواد محرمانهٔ این پیمان، اگر ایتالیا یا آلمان مورد حملهٔ فرانسه واقع می‌شد، هر سه کشور با مهاجم وارد جنگ می‌شدند. ایتالیایی‌ها که از قدرت دریایی ترس داشتند، اعلام کردند اگر بریتانیا در این حملات شرکت داشته باشد، این پیمان اجرا نمی‌شود، چون ایتالیا از تصرف تونس توسط فرانسه در ۱۸۸۱ ناراضی بود و از طرف دیگر آلمان به آن کشور پیشنهاد کرده بود که برای حفظ لیبی کمکش کند. در نتیجه، ایتالیا نیز مایل بود که وارد اتحاد با آلمان شود (اکتبر ۱۸۸۱). این اتحاد در ابتدا پنج ساله بود ولی بعداً در سال‌های ۱۸۸۷ و ۱۸۹۱ و ۱۹۰۲ و ۱۹۱۲ تجدید شد. در این اتحاد مثلث، آلمان بر دو دولت دیگر مسلط بود و آن‌ها غالباً تابع دستورهای آلمان بودند و در اختلافات بین اتریش و ایتالیا، آلمان همیشه واسطه بود ولی بیشتر از اتریش حمایت می‌کرد. همچنین قراردادهای مخصوصی در مورد طرابلس، آلبانی و مقدونیه و ممالک بالکان بین دولت‌های سه‌گانه امضاء شد که موجب تحکیم اتحاد مثلث می‌شد. در بین این سه دولت اختلافاتی هم وجود داشت؛ ایتالیا و اتریش در شبه جزیرهٔ بالکان و قسمت شرقی مدیترانه با هم اختلاف داشتند و ایتالیا از اتحاد با اتریش ناراضی بود؛ ولی چون اتحاد با آلمان را برای جلوگیری از تجاوزات اتریش ضروری می‌دانست مجبور به تحمل بود. در سال ۱۹۱۱، که ایتالیا با عثمانی بر سر طرابلس در حال جنگ بود، این خطر وجود داشت که اتحاد ایتالیا و آلمان از بین برود؛ زیرا آلمان از دربار قسطنطنیه امتیازات خوبی گرفته بود و برای عثمانی اسلحه و مهمات می‌فرستاد؛ بنابراین در اتحاد مثلث وحدت واقعی بین کشورهای ژرمنی نژاد آلمان و اتریش بود و ایتالیا چندان به حساب نمی‌آمد. ایتالیا هم ظاهراً در اتحاد مثلث بود و از سال ۱۹۰۱، در واقع با متحدین نبود و روش خاصی را در پیش گرفت.

### مقدمات شکل‌گیری اتفاق مثلث
بعد از کنگرهٔ برلین، که روس‌ها از آلمانی‌ها رنجیدند، دولت فرانسه، که منتظر فرصت بود و مایل بود روسیه را به سوی خود جلب کند، از فرصت استفاده کرد ولی تا زمانی که بیسمارک، بر سر کار بود این امر ممکن نشد. در سال ۱۸۹۰، بعد از برکناری بیسمارک سیاست غیرعاقلانهٔ ویلهلم دوم موجب نزدیکی فرانسه و روسیه شد.
دولت فرانسه به تزار روس وعدهٔ کمک مالی داد و تزار هم که برای پیشبرد مقاصد سیاسی خود به سرمایهٔ خارجی نیاز داشت با این امر موافقت کرد و سرانجام در اوت ۱۸۹۱ اتحاد بین دو کشور برقرار شد. البته بعد از شکست روسیه از ژاپن در ۱۹۰۵ اساس اتحاد فرانسه و روسیه متزلزل شد؛ ولی به هر حال، فرانسه در مقابل اتحاد مثلث به دوستی احتیاج داشت؛ همچنین، علاوه بر نیاز سیاسی، ارتباطات مالی نیز بین دو کشور برقرار شده بود و فرانسه ۱۳ میلیارد فرانک به روسیه وام داده بود.
در مه ۱۹۰۳ ادوارد هفتم از پاریس دیدن کرد و در این دیدار از نظر تحسین‌برانگیز مردم انگلیس نسبت به فرانسه و از افتخارات فرانسه در طول سالیان و از دوستی مردم انگلیس و فرانسه سخن گفت. در ماه اوت همان سال رئیس‌جمهوری فرانسه به اتفاق وزیر امور خارجه آن کشور از لندن دیدار کرد و در هفتم آوریل ۱۹۰۴ عهدنامهٔ معروف بین فرانسه و انگلیس به امضاء رسید. موارد اختلاف شامل امور مربوط به ماهیگیری در پهنهٔ دریای ارض جدید، مسئلهٔ سیام، ماداگاسکار و مهم‌ترین مسئله، آزادی عمل فرانسه در مراکش و آزادی فعالیت انگلیس در مصر بود.
فرانسه پس از اتحاد با انگلیس به فعالیت در مراکش پرداخت و واکنش آلمان چنین بود که در مارس ۱۹۰۵م ویلهلم دوم در طنجه حضور یافت و نطق مفصلی را در مورد استقلال مراکش بیان کرد. هدف آلمان از این اقدام برهم زدن اتحاد جدید فرانسه و انگلیس بود. برای حل این موضوع در ۱۹۰۶ یک کنفرانس بین‌المللی در الجزیره برگزار شد که در آن انگلیسی‌ها از فرانسوی‌ها حمایت کردند و کوشش آلمان برای برهم زدن اتحاد بین انگلیس و فرانسه به نتیجه‌ای نرسید. در ۱۹۱۱ بحران دیگری بر سر مراکش به وجود آمد. یک فروند ناو جنگی آلمانی به نام یوزپلنگ برای حفظ منافع آلمان وارد اغادیر شد و آلمانی‌ها پیشنهاد کردند که اگر کنگوی فرانسه به آن‌ها داده شود آن‌ها دیگر مزاحمتی ایجاد نخواهند کرد و سرانجام آلمانی‌ها توانستند به اراضی کوچکی در آفریقا دست یابند.

### نزدیکی روسیه و بریتانیا

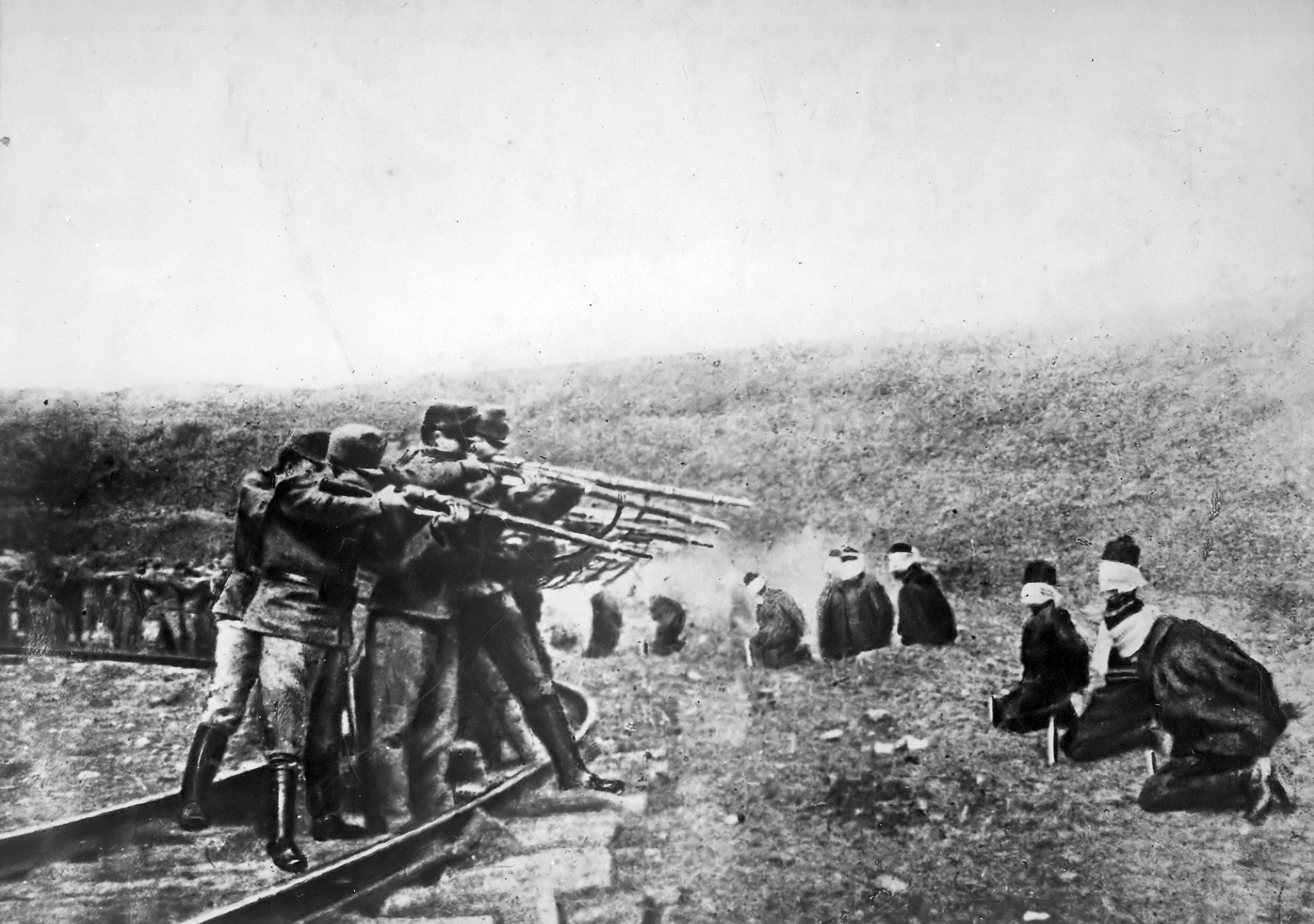
اعدام سربازان صرب توسط سربازان اتریشی. صربستان در طول جنگ یک چهارم جمعیت خود را که شامل ۸۵۰ هزار نفر می‌شد از دست داد.

دولت وقت فرانسه با روسیه دوست بود. انگلیس هم متحد ژاپن به‌شمار می‌آمد و روس و ژاپن دشمن خطرناک یکدیگر بودند. اما منافع روسیه و انگلیس چنین اقتضاء می‌کرد که روسیه و ژاپن به اتحاد فرانسه و انگلیس وارد شوند؛ ولی بلندپروازی روس‌ها در این تاریخ و قدرت نظامی آن‌ها و همچنین نزدیکی امپراتور روس و آلمان که روابط آن‌ها دوستانه بود مانع این کار می‌شد. مشکل اول با شکست روسیه از ژاپن حل شد. اختلافات دیگر روس و انگلیس بر دو مسئلهٔ دیگر متمرکز بود: یکی بالکان برای تصرف بلغارها و دیگری در ایران که انگلیس دوست داشت این مناطق کاملاً در اختیار خودش باشد. مسئلهٔ دیگر که باعث سردی روابط انگلیس و آلمان شده بود، برخورد قیصر آلمان در موضوع ترانسوال بود؛ زیرا هنگامی که پل کروگر حاکم ترانسوال می‌خواست به ترانسوال استقلال بدهد و در پی متحدی در برابر سیسیل رودز و انگلیس بود تنها قدرتی را انتخاب نمود که سرزمین‌هایی در آفریقای جنوبی داشت و آن کشور آلمان بود پس از پیروزی بوئرها تلگرافی از سوی قیصر آلمان برای او فرستاده شد با این مضمون: «من دوستانه به شما تبریک می‌گویم که شما بدون دریافت کمک خارجی گروه‌های مسلح را سرکوب نمودید و توانستید صلح و آرامش را برقرار نمایید» و این برخورد قیصر برای روابط انگلیس و آلمان عواقب جدی داشت؛ زیرا قیصر از کروگر که دشمن انگلیس بود حمایت کرده بود. مسئلهٔ دیگر صادرات روزافزون آلمانی‌ها بود زیرا در سال ۱۸۹۵ در انگلیس رساله‌ای تحت عنوان ساخت آلمان منتشر شد که خطر صادرات روزافزون آلمان را برای انگلیس تشریح می‌کرد.
مسئله دیگر که ایجاد خطر برای انگلیس می‌کرد، پیشرفت نیروی دریایی آلمان بود. ویلهلم دوم از سال ۱۹۰۰ به تقویت نیروی دریایی آلمان پرداخت و علناً اظهار کرد که آلمان نمی‌تواند به نیروی زمینی قناعت کند و باید در نیروی دریایی بر همهٔ کشورها برتری داشته باشد. انجمنی به نام اتحاد دریایی آلمان تشکیل داد و به کمک آن هزینهٔ لازم را برای ساختن کشتی‌های جنگی تأمین کرد. همچنین پیشرفت‌های تجاری و صنعتی آلمان نیز باعث شکست بازار تجارت و صنعت شده بود. به هر حال، این سؤال مطرح است که چرا انگلیس در بین روسیه و آلمان، اولی را انتخاب کرد: چون منافع انگلیس هم از طرف روس و هم از طرف آلمان تهدید می‌شد. از یک طرف خطر توسعهٔ نفوذ روس، و از سوی دیگر خطر نفوذ آلمان در آسیای صغیر و خلیج فارس و اتصال راه‌آهن بغداد به داخل ایران و نزدیک شدن این دو خطر به مرزهای هند به مشکلات دفاع از هند می‌افزود و سیاست انگلیس این بود که این دو دولت را با هم درگیر سازد و قوای آن‌ها را تحلیل ببرد. اما تأمل انگلیس در این بود که خود به کدام طرف ملحق شود. منافع بریتانیا حکم می‌کرد که به روس‌ها نزدیک شود زیرا عقل و درایت روس‌ها اندک و زورشان بیشتر بود؛ ولی مسئله این بود که انگلیس با تقاضاهای روسیه چگونه برخورد نماید. تقاضاهای روس در بالکان، داردانل، ایران و افغانستان. مسئلهٔ ایران و افغانستان یک امر حیاتی بود و صلاح در این بود که هیچ امتیازی در این منطقه ندهد؛ پس بهتر بود که انگلیس، روس‌ها را به سوی بالکان و داردانل سوق دهد و آن‌ها را امیدوار سازد. سرانجام، در قراردادی که در ۳۱ اوت ۱۹۰۷ در شهر مسکو بسته شد روس و انگلیس اختلافات خود دربارهٔ ایران و افغانستان را حل کردند و چون اختلافات سیاسی انگلیس و فرانسه و روسیه حل شد سه دولت تشکیل اتفاق مثلث را دادند که هدفشان جلوگیری از پیشرفت‌های سیاسی، اقتصادی و نظامی آلمان بود.

### بحران‌های بالکان قبل از جنگ
از ۱۹۱۱ تا ۱۹۱۳ جنگ‌هایی درگرفت که زمینهٔ جنگ جهانی اول را آماده ساخت. در سپتامبر ۱۹۱۱ ایتالیا به عثمانی اعلان جنگ داد و طرابلس را اشغال نمود و در نیمهٔ اکتبر ۱۹۱۲ جنگ به پایان رسید. در اکتبر ۱۹۱۲ تقریباً هم‌زمان با ایتالیا؛ بلغارستان، صربستان، یونان و مونته‌نگرو به عثمانی حمله کردند و در اوایل دسامبر ۱۹۱۲ عثمانی درخواست صلح کرد. در تابستان ۱۹۱۳ جنگ دیگری بر سر غنایم به دست آمده از عثمانی درگرفت. کنفرانس سفیران در دسامبر ۱۹۱۲ توسط گری در لندن تشکیل شد و در ۳۰ مه ۱۹۱۳ در لندن قراردادی امضاء شد که ترک‌ها را وادار می‌ساخت مستملکات خود را از میدیا در ساحل دریای سیاه تا آلتوس در ساحل اژه به اروپاییان واگذار کنند.

### بحران اول و دوم مراکش
بحران اول مراکش بحرانی بین‌المللی بود که از مارس ۱۹۰۵ تا مه ۱۹۰۶ بر سر مراکش صورت گرفت. این بحران رابطه بین امپراتوری آلمان با فرانسه و بریتانیا را تضعیف کرد و سنگ محکی برای تضمین توافق قلبی بین فرانسه و بریتانیا بود. این بحران که همزمان با جنگ روسیه و ژاپن بود، تلاشی از سوی امپراتور آلمان، ویلهلم دوم برای تضعیف سیستم دلکسه محسوب می‌شد. فرانسه که بر الجزایر و تونس تسلط یافته بود و مایل بود بر مراکش و اتیوپی نیز تسلط یابد در ژوئن ۱۹۰۴ وامی به سلطان مراکش داد و به موجب آن گمرک و واردات و صادرات این کشور را به زیر نفوذ خود درآورد. این در حالی بود که آلمان خواستار سیاست درهای باز در مراکش بود. در ۳۱ مارس ۱۹۰۵ ویلهلم دوم، قیصر آلمان، با استقبال سلطان مراکش وارد طنجه شد و اعلام کرد که برای حمایت از حاکمیت و استقلال مراکش این سفر را انجام داده است. بریتانیا در این بحران جانب فرانسه را گرفت و این اولین نشان جدی بودن توافق قلبی بین دو کشور بود. نخست‌وزیر فرانسه، موریس روور، که حاضر به جنگ با آلمان نبود، به شرکت در کنفرانس الجزیراس که قیصر تشکیل داده بود راضی شد. این امر باعث شد وزیر امور خارجه، دلکسه که می‌دانست دولتش از سیستم او حمایت نمی‌کند استعفا دهد. بحران دوم مراکش یک بحران بین‌المللی بود که بین فرانسه و امپراتوری آلمان اتفاق افتاد. در کنفرانس الجزیراس تفوق فرانسه در مراکش قبول گشت اما پیش‌بینی نشد که آیا در صورت بروز بحران در مراکش فرانسه حق مداخله خواهد داشت یا خیر. پس از آماده‌باش ارتش فرانسه در مراکش در آوریل ۱۹۱۱ برای سرکوب شورشی علیه ملاحافظ، سلطان مراکش، آلمان این کار را مداخله در امور داخلی خواند و با فرستادن کشتی اس‌ام‌اس پانتر به بندر اگادیر واکنش نشان داد و دو قطب اتحاد مثلث و تفاهم مثلث تا نزدیکی جنگ پیش رفتند. در نهایت در ۴ نوامبر ۱۹۱۱ مسئله مراکش با پذیرش تسلط فرانسه بر این کشور از سوی آلمان در ازای تصرف کنگوی فرانسوی حل شد، ولی مشکلات بین دو کشور به جای خود باقی ماند و در نهایت موجب جنگ جهانی اول شد.

### اوضاع داخلی و تحولات آلمان پس از وحدت

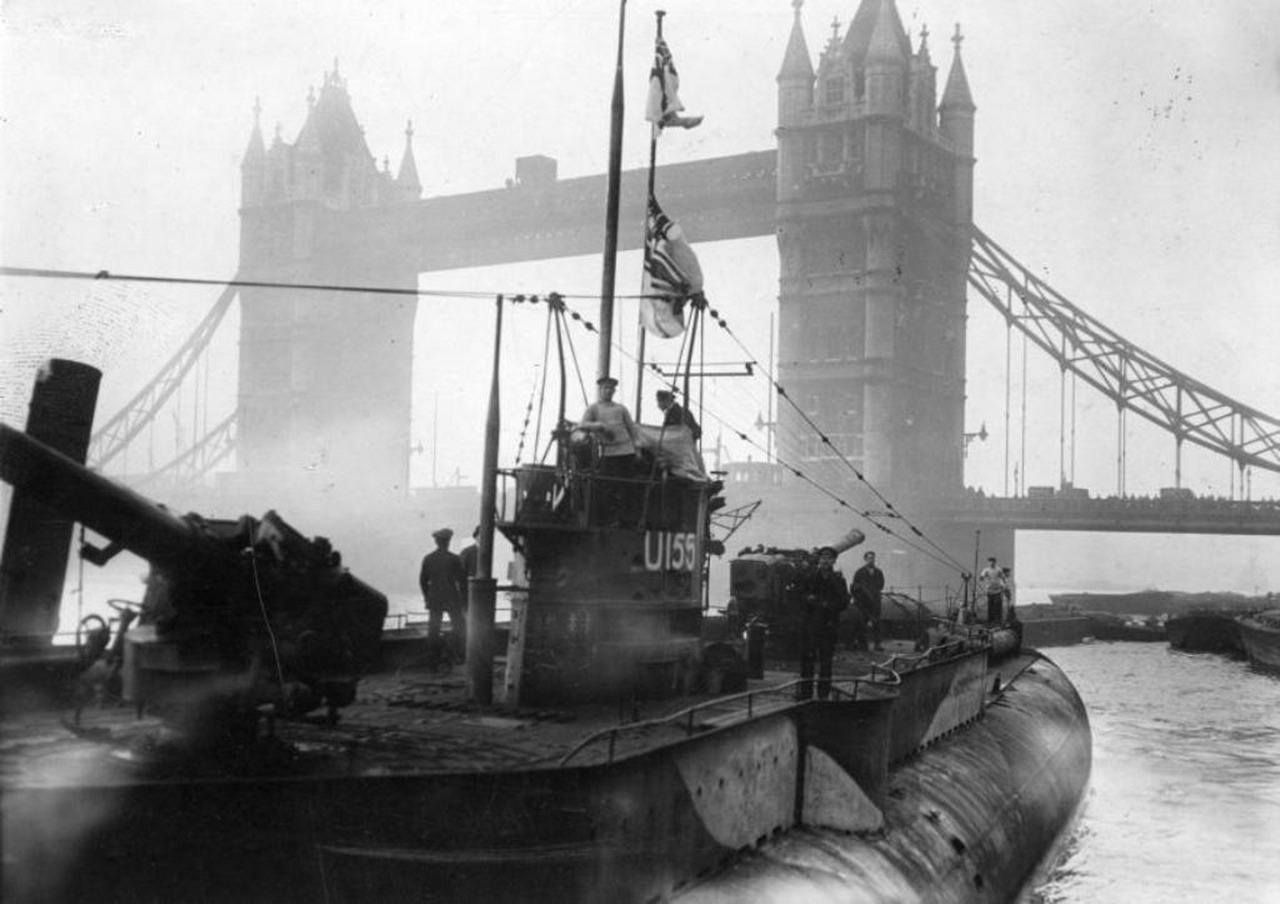
اولین زیردریایی تسلیم شدهٔ آلمانی‌ها در نزدیکی پل برج در لندن ۱۹۱۸

آلمان متحد، از نظر قوای مادی و معنوی بی‌نظیر، مجدانه به تعلیم و تربیت فرزندان خود پرداخت، در توسعه فرهنگ و ترویج علوم بر همهٔ کشورها پیشی گرفت و سعی داشت در صنعت و تجارت و بهداشت از علوم و اکتشافات جدید بهره گیرد. از این رو، در مدت کوتاهی بزرگ‌ترین دولت صنعتی و تجاری اروپا شد، مخترعان را تشویق کرد، صنایع شیمیایی را رونق داد، در وضع قوانین اجتماعی هم از بقیهٔ دولت‌ها پیشی گرفت و برای طبقهٔ کارگر اهمیت قائل شد. در حالی که در بقیهٔ کشورها حقی برای کارگران قائل نبودند. واقعیت دیگر این که حکومت خاندان هوهنتسولرن در این کار مؤثر بود. ملت آلمان پس از غلبه بر اتریش و فرانسه دچار غرور ملی شد و سیاست‌مداران آلمانی از روش‌های مختلف این غرور ملی را تقویت کردند. حتی هر معلمی ناگزیر بود که در سر کلاس درس برتری نژادی ملت آلمان بر سایر ملل عالم را بیان کند و در شاگردان خود روح جنگجویی بدمد. گذشته از مجالس درس، در معابر، روزنامه‌ها و کتب و نمایشگاه‌ها این برتری نژادی به نوعی القا می‌شد. حتی نیچه یکی از معروف‌ترین فیلسوفان آلمان هم چنین عقیده‌ای داشت و در یکی از آثار خود چنین گفته است که: «اگر آدمی جنگ را فراموش کند از او امید باید برید» و به همین دلیل کم‌کم طرز فکر مردم آلمان یکسره تغییر یافت و بر آن‌ها مسلم شد که نژاد آلمانی ممتاز است و باید به سراسر زمین مسلط باشد و این تسلط هم جز از راه جنگ امکان‌پذیر نیست. ترویج این افکار در آلمان سایر دولت‌های اروپایی را نگران ساخت و باعث شد تا ضد نژاد ژرمنی با هم متحد شوند.
دولت آلمان تا اواخر قرن ۱۹ در آفریقا مستعمره‌ای نداشت ولی پس از وحدت چون جمعیت آن افزایش یافت و صنعت و تجارت رونق گرفت به دنبال تحصیل مستعمرات برآمد تا هم قسمتی از مردم آلمان را به آنجا کوچ دهد و هم مواد خامی را که برای کارخانه‌های داخلی لازم داشت فراهم کند و همچنین بازاری برای فروش کالاهای خود بیابد. سرانجام بیسمارک قسمت بزرگی از اراضی آفریقا را به دست آورد که شامل توگو و کامرون در ساحل غربی آفریقا و یک ناحیه در جنوب غربی و ناحیه دیگری در مشرق بود. آلمان پس از پیروزی بر فرانسه از نظر نیروهای نظامی بر سایر کشورهای اروپا برتری یافته بود؛ ولی باز هم به این کار ادامه داد و تا سال ۱۹۱۴ روز به روز بر قوای جنگی خود افزود. از سال ۱۹۱۱ آلمان در افزایش نیروهای جنگی کوشید و میزان گسترش قوای مزبور در سال‌های ۱۹۱۱ و ۱۹۱۲ و ۱۹۱۳ با پیشرفت چهل سالهٔ آن از ۱۸۷۱ تا ۱۹۱۱ برابر بود. در طی این مدت کوتاه شبکه‌های گستردهٔ راه‌آهن و راه‌های شوسه، تأسیسات عظیم صنعتی، نهادهای قدرتمند اقتصادی و به خصوص تشکیلات گستردهٔ نظامی آلمان موجب وحشت قدرت‌های اروپایی گردید. در سال ۱۹۱۴ آلمان از نظر صنعتی و اقتصادی به پیشرفت‌های عظیمی دست یافت. به لحاظ نظامی نیز دارای قدرتمندترین ارتش و نیروی دریایی شد. روحیهٔ نظامی‌گری در مزرعه، کارخانه و پادگان و همه جا حاکم بود و همه چیز در خدمت ارتش قرار داشت. نیروهای نظامی آلمان بیش از یک میلیون نفر بودند و این افزایش نیروهای صنعتی و نظامی موجب اشباع جامعه آلمان گردید و آلمان مجبور بود سرمایه و کالاهای اضافی را به دیگر مناطق جهان بفرستد؛ بنابراین به دنبال مناطق نفوذ اقتصادی و منابع مواد اولیه بود و این هم یکی از دلایل جنگ جهانی اول بود.

### برقراری روابط بین آلمان و عثمانی

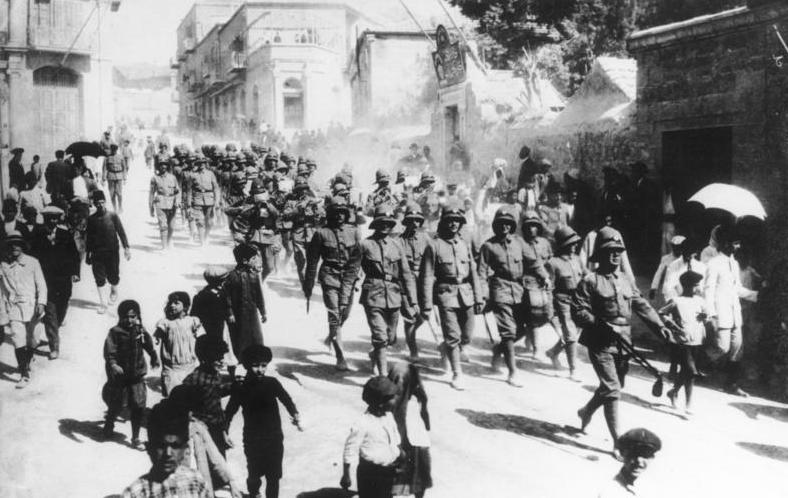
سربازان آلمان در بیت‌المقدس

یکی از کشورهایی که آلمان علاقه‌مند بود روابط خود را با آن گسترش دهد امپراتوری عثمانی بود که بر منابع نفتی تسلط داشت. از سال ۱۸۸۰م. آلمان متوجه اهمیت روابط با امپراتوری عثمانی گردید.
در سال ۱۸۸۲ سپهسالار فون در گلتز از سوی سلطان عبدالحمید مأموریت یافت ارتش عثمانی را دارای سازمان منظمی سازد و افراد آن را آموزش دهد.
افسران برجستهٔ هیئت نظامی آلمانی که در عثمانی فعالیت داشتند شامل فیلدمارشال پروسی فن در گولتس، دو ژنرال دیگر لیمان فن ساندرز و فون فالکنهاین، یک افسر ستاد به نام هانس فون زکت، سه دریاسالار به نام‌های سوچون، اودم و مرتن و چند افسر دیگر بودند.
البته یکی از طراحان برنامهٔ گسترش فعالیت آلمان در خاورمیانه مارشال فن بی براشتاین بود که از ۱۸۹۷ تا ۱۹۱۲ سفیر آلمان در باب عالی بود و اعتقاد داشت که اجرای این برنامه موجب درگیری بین روسیه و آلمان خواهد شد. در سال ۱۸۹۸ ویلهلم دوم و ملکهٔ آلمان به استانبول سفر کردند و فصل جدیدی در همکاری بین دو ملت پدید آمد. امپراتور آلمان در مسافرت دوم خود به امپراتوری عثمانی خود را طرفدار دوستی ملت ترک و سایر ملل مسلمان معرفی نمود و در نطق خود اظهار داشت: «اعلیحضرت سلطان عبدالحمید و ۳۰۰ میلیون مسلمان می‌توانند اطمینان داشته باشند که آلمان، دوست و هواخواه آن‌هاست». این سیاست به زودی به لحاظ اقتصادی ثمرات مهمی برای آلمان به بار آورد، بانک‌داران و بازرگانان آلمانی در سراسر امپراتوری عثمانی مستقر شدند و امتیازات مهمی به مؤسسات اقتصادی آلمان داده شد. آلمان در جستجوی نفت بود و علاوه بر آن برای رقابت با انگلیس به یک نیروی دریایی قوی نیاز داشت. آلمانی‌ها در هنگام مذاکره با دولت عثمانی در مورد منابع نفتی عراق سخن نگفتند بلکه فقط تقاضای اخذ امتیاز خط راه‌آهن را داشتند، به این شرط که امتیاز استخراج معادن اطراف راه‌آهن تا شعاع ۲۰ کیلومتر به آن‌ها داده شود. در سال ۱۹۰۲ بانک آلمان، امتیاز ساختمان راه‌آهن برلین – بغداد را به دست آورد که باعث نفوذ هرچه بیشتر آلمان در میان‌رودان می‌گردید. یکی دیگر از امتیازات آلمان از عثمانی ادامهٔ راه‌آهن از بغداد به خانقین بود که آلمان تصمیم داشت پس از اتمام خط آهن بغداد، همین راه را از خانقین به تهران و ولایات مرکزی ادامه دهد و ایران را به اروپا مربوط سازد. در سال ۱۹۱۰ مدت تعهد ایران در مقابل روسیه که ۲۰ سال حق ساختن راه‌آهن را از ایران سلب نموده بود تمام می‌شد؛ به همین علت از طرف بانک مشهور آلمان به نام دویچه بانک مأموری به نام سیدروت به ایران آمد که امتیاز خط آهن خانقین - تهران را به دست آورد. این امر موجب نگرانی مقامات روسی و انگلیسی شد و باعث مبادلهٔ پانویس هفتم آوریل ۱۹۱۰ بین ایران و آن دو دولت شد، و ایران به ناچار تعهد کرد که بعد از این امتیازی که مخالف منافع آن دو دولت باشد به هیچ تبعه دولت خارجی واگذار نکند؛ بنابراین، تلاش آلمان به نتیجه نرسید.
اما نفوذ نظامی آلمان در امپراتوری عثمانی افزایش یافت و در ۱۹۱۴ آموزش ارتش عثمانی به یک گروه چهل و دو نفره از افسران آلمانی به ریاست ژنرال لیمان فن ساندرز واگذار شد.
سپس آلمان تصمیم گرفت در مورد ادامهٔ راه‌آهن برلین - بغداد با روسیه مذاکراتی انجام دهد. در ۱۹۱۰ تزار نیکلای دوم و ویلهلم امپراتور آلمان در پوتسدام ملاقات کردند و در مورد منافع روس و آلمان در ایران مذاکراتی صورت گرفت. سرانجام، در ۱۹ اوت ۱۹۱۱ قراردادی بین روسیه و آلمان در سن پترزبورگ منعقد شد که به موجب آن دولت آلمان منطقهٔ نفوذ روسیه را به رسمیت شناخت؛ و در عوض روسیه هم اجازه داد که اگر تا چهار سال دیگر راه‌آهن‌های روس به خانقین متصل نشود دولت آلمان حق داشته باشد خط آهن استانبول - بغداد و خانقین - تهران را بسازد.

## دلایل وقوع جنگ جهانی اول

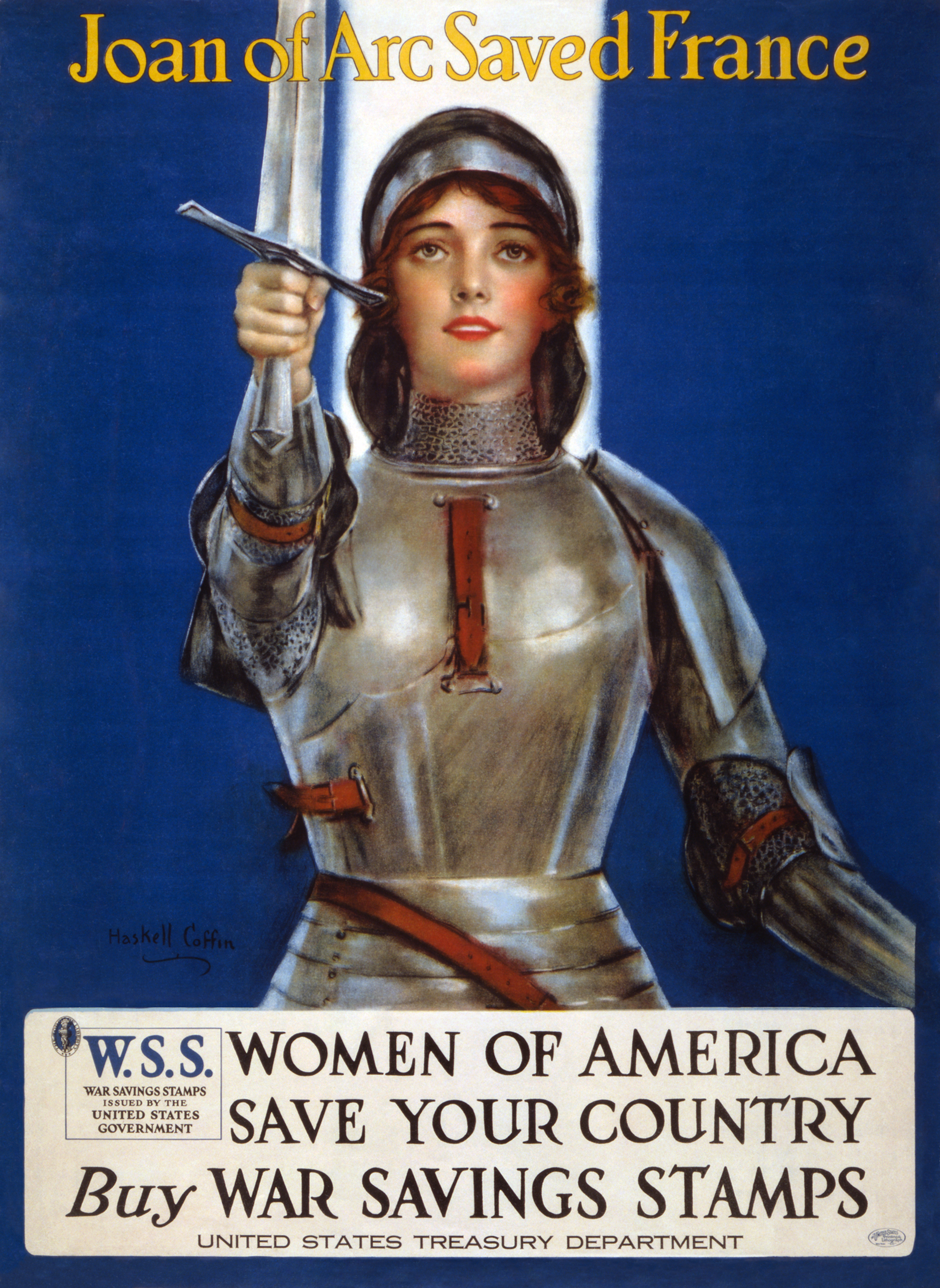
پوستر میهن پرستانه آمریکایی در جنگ جهانی اول که ژان دارک، قهرمان زن فرانسوی را نمایش می‌دهد.

برخی علل جنگ جهانی اول عبارت بود از: رقابت اتریش و روسیه در بالکان، اختلاف بین فرانسه و آلمان از سال ۱۸۷۰ دربارهٔ آلزاس و لرن، رقابت اقتصادی و دریایی بین آلمان و انگلیس، رواج ملی‌گرایی و وطن‌پرستی در اروپا، انبار کردن تسلیحات و آلات جنگی در سطح وسیع توسط دولت‌های اروپایی، وجود اتحاد و جبهه بندی بین کشورهایی که یکی پس از دیگری به دنبال هم پیمانان خود وارد جنگ شدند. اما بهانهٔ شروع جنگ این بود که آرشیدوک فرانتس فردیناند ولیعهد امپراتوری اتریش-مجارستان به دست یک سیاه دست صرب به نام پرنسیب در ۲۸ ژوئن ۱۹۱۴ در سارایوو بوسنی به قتل رسید و اتریش ادعا کرد صربستان در این کار دخالت داشته و تقاضا نمود تحقیقاتی با شرکت نمایندگان اتریش صورت پذیرد که دولت صربستان تحقیقات را قبول ننمود و با حضور نمایندگان خارجی مخالفت کرد. دولت اتریش به صربستان اعلان جنگ داد و روسیه بسیج عمومی اعلام کرد و آلمان هم به حمایت از اتریش به روسیه و فرانسه اعلان جنگ داد. قوای آلمان از بلژیک برای حمله به فرانسه بهره برد و این اقدام یعنی حمله به یک کشور بی‌طرف موجب دخالت انگلیس در جنگ شد.

## آغاز جنگ

### واکنش مردمی

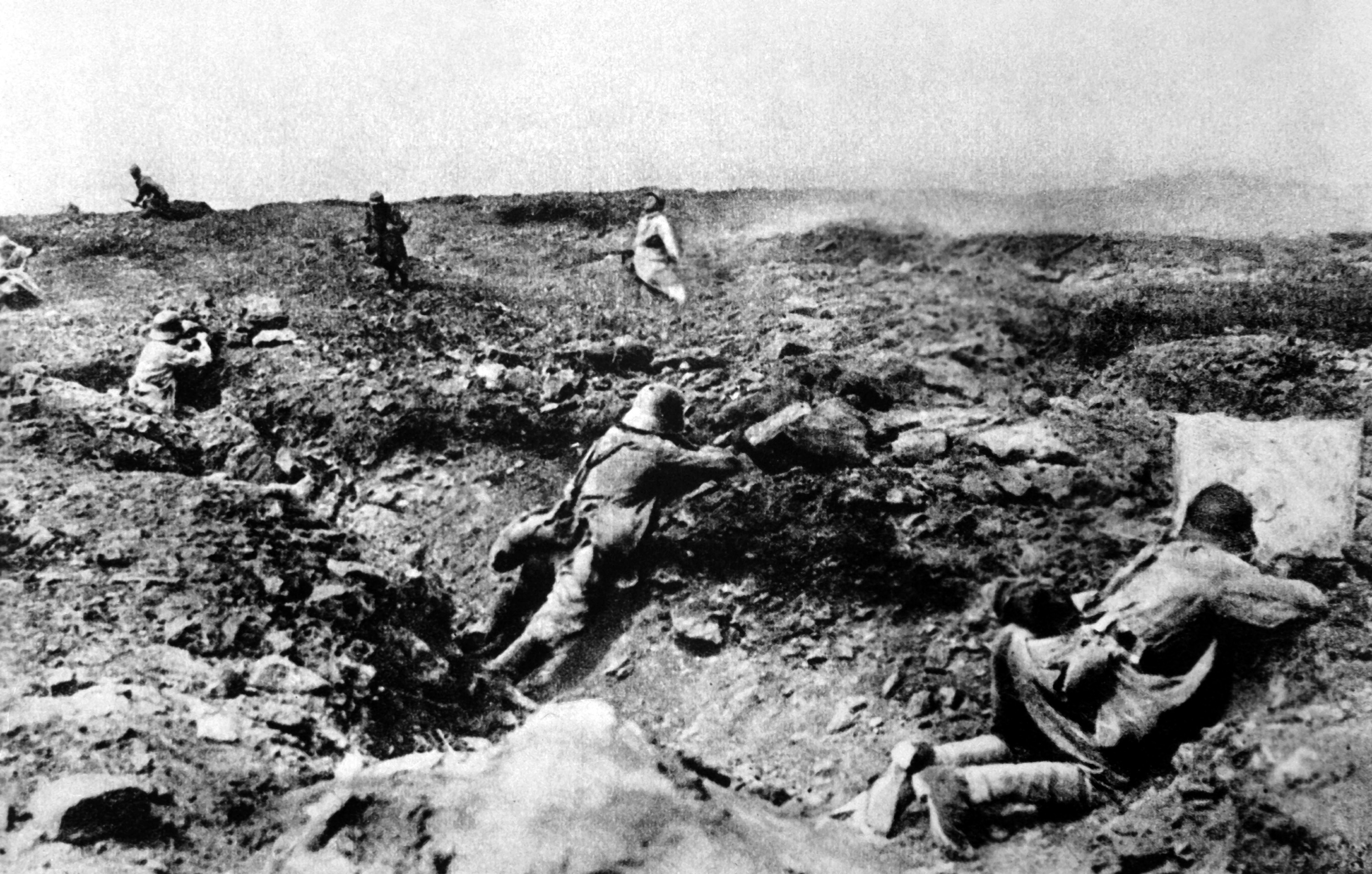
حملهٔ نیروهای فرانسوی به آلمانی‌ها در شامپانی فرانسه

وقتی که در ۱ اوت ۱۹۱۴ جنگ اعلام شد، میلیون‌ها تن از مردم شادمان در خیابان‌های شهرهای مهم اروپا شروع به رقص و پایکوبی نمودند. مردم تصمیم حاکمان خود را برای رفتن به جنگ مورد حمایت قرار دادند. مردان جوان داوطلب برای جنگیدن، هجوم می‌آورند. با این وجود، صحنه‌های وحشت‌انگیز جنگ جهانی اول، نگرش مردم به جنگ را تغییر داد. یک نسل کامل از مردان جوان به خاک و خون کشیده شدند.

## طرح اشلیفن
طرح ارتش آلمان برای جنگ در دو جبهه، کار کنت اشلیفن بود که بعد از استعفای والدرسی، جانشین مولتکه بزرگتر، در سال۱۸۹۲ به ریاست ستاد کل ارتش آلمان رسیده بود. در آن زمان برای او روشن بود که فرانسه و روسیه در جنگ بعدی با هم متحد می‌شوند و جنگ با یکی، به‌طور قطع به معنای جنگ با هر دو است. هرچه کنت اشلیفن بیشتر به طرح مولتکه بزرگتر در مقابل این پیشامد (که عبارت از دفاع در غرب و آفند محدود در شرق بود) می‌اندیشید کمتر از آن خوشش می‌آمد: چنین جنگی می‌توانست تا ابد ادامه پیدا کند. شاید فرانسه و روسیه، که اساساً جوامعی روستایی بودند، طاقت مبارزه‌ای طولانی از این نوع را داشتند ولی آلمان، با اقتصاد پیشرفته‌اش، به سرعت دچار دردسر می‌شد. آنچه آلمان می‌خواست راهی برای غلبه در جنگ در یک اردوکشی واحد بود.
سعی برای تعیین تکلیف در شرق به کلی بیهوده بود، قضیه غرب هم کار ساده‌ای نبود؛ به‌طوری‌که مولتکه بزرگتر خاطر نشان کرده بود اکنون که فرانسوی‌ها خدمت وظیفهٔ عمومی را معمول کرده بودند، نیروی کافی در اختیار داشتند که نفرات لازم برای یک خط دفاع دایمی در طول مرز فرانسه-آلمان را تأمین کند.
راه حل ژنرال اشلیفن به طرز خیره‌کننده‌ای ساده بود. او راه خود را از میان خط ماژینو نمی‌گشود؛ آن‌ها را دور می‌زد. این طرح اشلیفن مستلزم آن بود که تمام ارتش آلمان در غرب صف آرایی کند و بیش از نیمی از آن (پنجاه لشکر از هشتاد لشکر موجود) در مقابل بلژیک و هلند موضع بگیرند.
این لشکرها که جناح راست ارتش را تشکیل می‌دادند می‌بایست با حداکثر سرعت از هلند و بلژیک می‌گذشتند و قرار بود ظرف سه هفته بسیج و یک هفته راه‌پیمایی به مرز فرانسه بلژیک برسند. از آنجا به فرانسه شمالی وارد می‌شدند و جناح چپ ارتش فرانسه را متوجه خود کرده و خط دفاعی فرانسه را به عقب خم می‌کردند.
درونمایهٔ طرح این بود که با عبور از دو کشور هلند و بلژیک میدان عمل وسیع‌تری به دست آورند و مانور آن‌قدر وسعت پیدا کند که تمام ارتش فرانسه را مشغول کند. به‌طوری‌که ژنرال اشلیفن به فرماندهان واحدهایش می‌گفت: «باید آخرین سرباز سمت راست، کانال را با آستینش پاک کند.» حتی یک لشکر فرانسوی نمی‌بایست فرار می‌کرد.
ژنرال اشلیفن در سال ۱۹۰۶ کنار رفت. جانشین او هلموت فون مولتکه (معروف به مولتکه جوانتر)، برادرزادهٔ مولتکهٔ نامبرده، قدری سازشکار بود. او دستورهای راهپیمایی جناح راست را تغییر داد تا بتوان هلند را بی‌آسیب گذاشت و تصمیم گرفت ده لشکر برای دفاع از شرق در مقابل حملهٔ روس‌ها نگهداری شود.

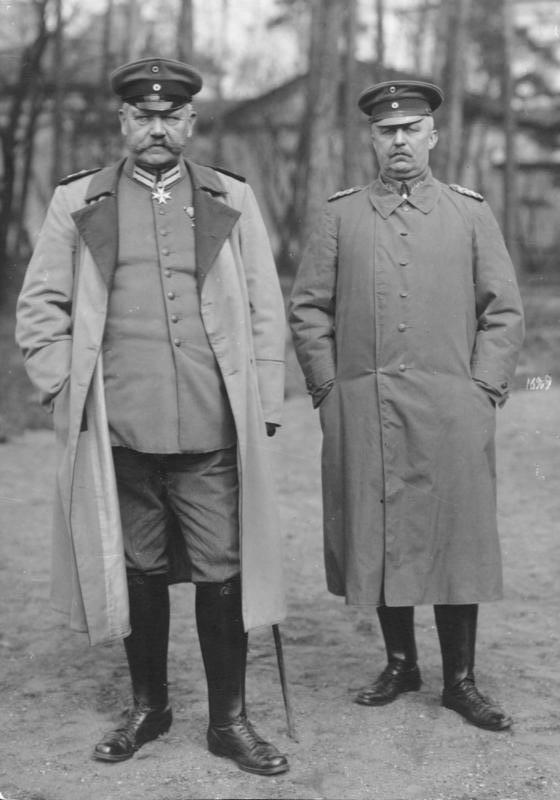
رهبران حقیقی آلمان در دو سال پایانی جنگ: ژنرال هیندنبورگ (چپ) و معاون وی ژنرال لودندورف

ژنرال اشلیفن که این تغییرات به گوشش می‌رسید مرتب می‌پرسید آیا رئیس ستاد از حساب‌های پشت سر طرح خبر دارد؟ او پانویس‌هایی برای مولتکه جوانتر فرستاد تا نیاز به استقرار قویترین نیروی ممکن در غرب را توضیح دهد و از جواب‌های طفره‌آمیزی که دریافت می‌کرد برآشفته بود. وقتی مرد (در سال ۱۹۱۳) هنوز نگران بود: آخرین کلماتش به وضوح خطاب به مولتکه جوانتر، این بود که: «همه چیز را کنار بگذارید و جناح راست را قوی نگه دارید». اما در اواخر اوت ۱۹۱۴ با حمله روسیه به پروس شرقیِ آلمان مشخص شد که مولتکهٔ جوانتر حق داشت که نگران تهاجم روس‌ها از شرق باشد. ژنرال هیندنبورگ، فرمانده ارتش هشتم آلمان و رئیس ستاد وی ژنرال لودندورف روس‌ها را در ۲۹ اوت در نبرد حماسه ای تاننبرگ شکست داده و از پروس شرقی بیرون راندند به طوری که تزار دیگر توان حمله به آلمان را نداشت و تنها به اتریش-مجارستان مشغول شد. اما شادی آلمان‌ها هم پایدار نبود چرا که دو هفته بعد در نبرد سرنوشت ساز نبرد اول مارن شکست خوردند تا نقشه اشلیفن مبنی بر محاصره پاریس ناتمام بماند. پس از این شکست، در چهاردهم سپتامبر هلموت فون مولتکهٔ جوانتر از کار برکنار شده تا اریش فون فالکنهاین عهده‌دار ریاست ستاد گردد.

## تحولات جنگ

### شمال اروپا
پس از استفاده از خاک بلژیک از سوی آلمان برای اجرای طرح اشلیفن، بریتانیا با استناد به معاهده لندن در ۱۸۳۹ که بی‌طرفی بلژیک را تضمین می‌کرد در چهارم اوت ۱۹۱۴ به آلمان اعلان جنگ داد. در شمال اروپا، هلند و کشورهای اسکاندیناوی بر حفظ بی‌طرفی خود اصرار می‌کردند و از ورود به جنگ خودداری می‌ورزیدند. ازین رو تلاش‌ها برای جلب کشورهای حوزه مدیترانه متمرکز شد.

### عثمانی
نخستین هدف سیاسی آلمان جذب عثمانی بود چرا که ورود عثمانی باعث تسلط نیروهای اتحاد محور بر تنگه‌های داردانل و بسفر می‌شد و ارتباط دریایی روسیه با بریتانیا و فرانسه را قطع می‌کرد. ازین گذشته عثمانی پلی بود که ارتباط آلمان با خاورمیانه و آسیا (به ویژه مستعمره مهم بریتانیا یعنی هند) را ممکن می‌ساخت. در نهایت امپراتوری عثمانی در دوم اوت ۱۹۱۴ با امضاء معاهده اتحادی با امپراتوری آلمان، به نفع آلمان وارد جنگ شد.
نبرد گالیپولی یا نبرد چناق‌قلعه که بیش از هشت ماه طول کشید در تنگه داردانل درگرفت. این نبرد در ۲۵ آوریل سال ۱۹۱۵ با پیاده شدن لشکر هفتاد هزار نفری متفقین با حمایت ۱۰۹ ناو جنگی و صدها شناور آغاز شد و سرانجام در دسامبر سال ۱۹۱۵ با شکست نیروهای ائتلاف به پایان رسید؛ و در پایان از هر دو جبههٔ متفقین و متحدین بیش از نیم میلیون نفر کشته و زخمی برجای ماند. در این نبرد کشتی‌های نیروی دریایی متفقین آسیب زیادی دیدند. مصطفی کمال آتاترک، افسر ترک در جنگ گالیپولی به شهرت رسید. همچنین یک پیمان برای تقسیم کردن بخشهایی از امپراتوری عثمانی با نام توافق‌نامه سایکس–پیکو به‌صورت مخفیانه بین بریتانیا و فرانسه بسته شد.

### ایتالیا
ایتالیا پس از اعلام بی‌طرفی در سوم اوت ۱۹۱۴ به بهانه تدافعی بودن اتحاد مثلث، به تدریج مذاکرات با متفقین را آغاز کرد. ایتالیا بین بی‌طرف ماندن در ازاء دریافت ترنتینو از سوی اتریش-مجارستان یا پیوستن به متفقین در ازاء بازگرداندن تمام ایالت‌های ایرادنت تردید داشت. آنچه ایتالیا را در ورود به صف متفقین تشویق کرد تغییر وزیر خارجه اتریش-مجارستان در مه ۱۹۱۵ و انصراف از واگذاری ترنتینو به ایتالیا بود.
معاهده لندن در مه ۱۹۱۵ بین ایتالیا و متفقین امضاء شد و مقرر داشت:
- ایتالیا ظرف مدت یک ماه به اتریش-مجارستان اعلان جنگ بدهد.
- متفقین پس از جنگ الحاق ترنتینو، تیرول جنوبی، تریسته، ایستری، و قسمتی از دالاسی به ایتالیا را به رسمیت بشناسند.
- بی‌طرفی آلبانی، غیرنظامی بودن قسمت غیرایتالیایی سواحل دریای آدریاتیک و مبادلات مستعمراتی تضمین شود.[۱۰]

### بالکان
در ماه‌های آغازین جنگ صربستان توانست با حمایت روسیه حمله پرتعداد اتریش-مجارستان را دفع نماید. بلغارستان در چهاردهم اکتبر ۱۹۱۵ با اعلان جنگ به صربستان برای حمایت از متحدین وارد جنگ شد. در نوامبر همین سال صربستان پس از یک سال مقاومت توسط نیروهای ژنرال مکنسن سقوط کرد و از سوی اتریش-مجارستان تصرف گردید. در سال بعد دیگر کشورهای بالکان از جمله مونته‌نگرو، رومانی و یونان به متفقین پیوستند.

### سایر کشورهای اروپایی
بسیاری کشورها به صورت نمادین وارد جنگ شدند، مثل پرتغال که در مارس ۱۹۱۶ با فرستادن یک گردان به متفقین پیوست. در نهایت بجز سوئیس، اسپانیا، هلند و کشورهای اسکاندیناوی تمام کشورهای اروپایی وارد جنگ شده بودند.

### شرق دور
ژاپن که متحد بریتانیا و به دنبال سلطه بر مستعمرات آلمان در دریای چین بود از اول اوت ۱۹۱۴ به آلمان اعلان جنگ داده بود. چین نیز که از حمله ژاپن به این کشور پس از پیروزی متفقین نگران بود در ۱۹۱۷ به آلمان اعلان جنگ کرد.

### جبهه شرق و روسیه
در ماه ژوئیه سال ۱۹۱۴ روسیه بخاطر حضور در تفاهم مثلث وارد جنگ جهانی اول شد. بیش از ۱۵میلیون مرد به خدمت خوانده شدند، اما به زودی مشخص شد ارتش عقب افتاده و ضعیف روسیه توانایی مقابله با ارتش‌های مدرن و قدرتمند دنیا مثل ارتش آلمان را ندارد. ترکیب این موارد با فرماندهی ضعیف و نامناسب ارتش روسیه باعث شد از همان ابتدای جنگ ارتش روسیه به ارتشی ضعیف و شکست خورده بدل گردد. روس‌ها در نبرد تاننبرگ و نبردهای دریاچه مازوریان و تهاجم گورلیسه-تارنوف شکست‌های فاجعه بار و سنگینی خوردند. هرچند آنها در نیمه اول ۱۹۱۶ به فرماندهی ژنرال آلکسی بروسیلوف یک رشته عملیات تهاجمی ستودنی موسوم به یورش بروسیلوف بر ضد مواضع آلمان و اتریش_مجارستان در گالیسیا انجام دادند که ارتش اتریش_مجارستان را به کل فلج نمود؛ اما تلفات سنگین ارتش و فقر و بیکاری ناشی از جنگ، باعث وقوع انقلاب روسیه در سال بعد شد.
در ۳ مارس ۱۹۱۸ عهدنامه صلح برست - لیتوفسک بین روسیه بلشویک و متحدین امضاء شد که بنابر آن روسیه کلیه ادعاهای حاکمیتی خود را نسبت به فنلاند که قبلاً مورد تأیید قرار گرفته بود پس گرفت، همچنین روسیه تمامی ادعاهای خود در مورد استونی، لیتوانی، لتونی، لهستان، بلاروس و اوکراین را ملغی اعلام کرد. رومانی هم که به دست نیروهای ژنرال مکنسن در اواخر ۱۹۱۶ فتح شده بود، با عقد پیمان بخارست بسیاری از سرزمین‌هایش را به اتریش - مجارستان واگذار کرد.
صلح برست - لیتوفسک موجب برهم خوردن توازن قوا شد و پیشروی آلمان در جبهه غرب سرعت گرفت تا آنکه ورود آمریکا به جنگ معادلات نظامی را به کلی تغییر داد.

### ایالات متحده آمریکا
فرانسه و بریتانیا از آغاز ۱۹۱۵ تحریم دریایی آلمان را به اجرا گذاشته بودند، در مقابل آلمانی‌ها جنگ زیردریایی را شروع کردند و به هر کشتی‌ای که به سواحل بریتانیا نزدیک می‌شد حمله می‌کردند. آمریکا که تجارت قابل توجهی با بریتانیا داشت بیشترین خسارت را از این حمله‌ها دید و موجب اعتراض شدید آمریکا در ۳۱ ژانویه ۱۹۱۷ شد. آمریکا در ۳ فوریه مناسبات دیپلماتیک با آلمان را قطع کرد.
در مرحله بعد رئیس‌جمهور آمریکا، وودرو ویلسون در تصمیمی به تاریخ ۱۲ مارس ۱۹۱۷ کشتی‌های تجاری آمریکا را به توپ مسلح کرد؛ ولی این امر نیز کارگر نبود و اندکی پس از به توپ بسته شدن یک کشتی مسافربری آمریکایی از سوی آلمان، ویلسون در ۲ آوریل ۱۹۱۸ به کنگره اعلام کرد که آمریکا وارد جنگ جهانی خواهد شد.
پیشامد دیگری که به تحریک احساسات ضدآلمانی آمریکایی‌ها کمک کرد، کشف تلگراف وزیرخارجه آلمان به سفیر این کشور در مکزیک معروف به تلگراف زیمرمن بود که توسط بریتانیا کشف و در اختیار ویلسون قرار داده شد. در این تلگراف آمده بود که اگر در صورت جنگ آلمان و آمریکا، مکزیک طرف آلمان را بگیرد پس از پیروزی ایالات نیومکزیکو، تگزاس و آریزونا که آمریکا در ۱۸۴۸ طبق معاهده گوادالوپ به زور تصرف کرده به مکزیک باز خواهد گشت.

## پایان جنگ
در نوامبر ۱۹۱۸، پایان جنگ جهانی اول به وسیله سفارتخانه‌های متفقین (انگلیس، فرانسه، شوروی و آمریکا) در تهران اعلام شد. بر اثر آغاز جنگ جهانی اول و اشغال ایران توسط بریتانیا و خرید آذوقه مردم ایران توسط ارتش اشغالگر و شروع قحطی بزرگ ایران ۱۹۱۹–۱۹۱۷ عده زیادی از مردم ایران به کام مرگ فرورفتند.
جنگ جهانی اول (که با نام‌های جنگ بزرگ و جنگ برای پایان هم جنگ‌ها نیز شناخته می‌شود) جنگی جهانی بود که از ماه اوت ۱۹۱۴ تا نوامبر ۱۹۱۸ رخ داد و در پی آن، بدون زمینه جدی کشمکش، سربازان بسیاری برای جنگ تجهیز شدند و مناطق زیادی از جهان درگیر جنگ گشتند. تلفات جنگ جهانی اول تا آن زمان در تاریخ بی‌سابقه بود. از سلاح‌های شیمیایی برای نخستین بار در این جنگ استفاده شد. برای نخستین بار، به گونه‌ای انبوه مناطق غیرنظامی بمباران هوایی شدند و نیز برای نخستین بار در این سده کشتار غیرنظامیان در ابعادی گسترده رخ داد. این جنگ به خاطر شیوه جنگ خاکریزی به ویژه در جبهه غرب آن نیز شناخته شده است.
جنگ جهانی اول بین متحدین امپراتوری آلمان (اتریش، مجارستان، عثمانی و بلغارستان) و نیروهای متفق (جمهوری سوم فرانسه، بریتانیا، روسیه (تا نوامبر ۱۹۱۷)، صربستان، ایتالیا، ایالات متحده آمریکا (از اوت ۱۹۱۷)، ژاپن و رومانی) درگرفت. تا مدت‌ها هیچ‌یک از دو سو نتوانستند به پیروزی مهمی دست یابند و جنگ چهار سال به درازا انجامید و تا پیروزی متفقین نزدیک به ۱۰ میلیون تن کشته شدند. پس از پایان این جنگ در سال ۱۹۱۹ و در کنفرانس صلح پاریس، معاهده‌های جداگانه‌ای امضاء شد و تاوان‌های بسیار سنگینی بر شکست‌خوردگان جنگ تحمیل داشت.

### اعلامیهٔ چهارده‌ماده‌ای ویلسون
وودرو ویلسون، رئیس‌جمهور ایالات متحده آمریکا در ۸ ژانویه ۱۹۱۸ میلادی پیشنهادهای خود را برای دنیای پس از جنگ جهانی اول اعلام کرد. این پیشنهادها که به «اعلامیه چهارده ماده‌ای ویلسون» مشهور است، هم از جهت پایان دادن به جنگ و هم از جهت تعیین‌کننده بودن برای دنیای بعد از جنگ، دارای اهمیت بسیار بود.
یکی از انگیزه‌های پذیرش آتش‌بس و متارکه جنگ، مفاد اعلامیه ویلسون بود که در آن به حق تعیین سرنوشت به وسیله ملت‌ها اشاره داشت.
پیشنهادهای ویلسون شامل سه محور عمده بود. اولین موضوع، جلوگیری از جنگ‌های آینده به وسیله کاهش اقدام‌هایی نظیر محدودیت‌های تجاری، ایجاد اختلال در آزادی دریاها، دیپلماسی پشت پرده، تنش‌های استعماری و مسابقه تسلیحاتی بود. محور دوم، مجموعه‌ای از پیشنهادها با هدف به توافق رسیدن بر سر نکات مورد اختلاف در اروپا در زمینه تمامیت ارضی، مرزهای ملی و ناسیونالیسم قومی بود. محور سوم نیز دربرگیرنده مجمعی از کشورها بود که برای حفظ صلح فعالیت می‌کرد.

### آتش‌بس
پروتکل اتحاد اتریش-مجارستان و آلمان در ۱۲ مه ۱۹۱۸ برای ۱۲ سال دیگر به امضاء رسید و از این زمان متفقین تصمیم گرفتند به مسئله ملت‌ها و قومیت‌های تحت سلطه این کشور دامن بزنند. ایتالیا کنگره ملت‌های محروم تحت سلطه اتریش-مجارستان را در ۸ آوریل ۱۹۱۸ در رم تشکیل داد و از این زمان کار منظم تجزیه امپراتوری اتریش - مجارستان آغاز شد.
بلغارستان به دلیل این که نتوانسته بود در جنگ‌های بالکان دبروجه را به‌دست‌آورد در ۲۹ سپتامبر ۱۹۱۸ با متفقین قرارداد آتش‌بس امضاء کرد و ضمن تعهد به تخلیه یونان و صربستان، به متفقین اجازه عبور به طرف اتریش - مجارستان را داد.
عمل بلغارستان آلمان را مجبور به ترک مخاصمه کرد، و با وجود مخالفت بریتانیا، فرانسه و ایتالیا (با اصرار آمریکا) متفقین با آتش‌بس بر اساس اعلامیه ویلسون موافقت کردند. پیمان آتش‌بس در نهایت در ۱۱ نوامبر ۱۹۱۸ با آلمان به امضاء رسید.
عثمانی نیز درخواست آتش‌بس خود را به فرمانده ناوگان بریتانیایی در دریای اژه فرستاد و دو کشور بدون اطلاع فرانسه، قرارداد مودرس را در ۳۰ اکتبر ۱۹۱۸ امضاء کردند.

### معاهدات صلح
پیمان ورسای که در ۲۸ ژوئن سال ۱۹۱۹ میلادی در کاخ ورسای در حومه پاریس به امضاء رسید، رسماً به جنگ جهانی اول پایان داد. مفاد این عهدنامه در ۴۴۰ ماده و ۱۵ بخش تنظیم شد. پیمان ورسای مسئولیت آغاز جنگ و خسارات وارده شده به متفقین را متوجه آلمان دانست و غرامت‌های بی‌سابقه‌ای به این کشور تحمیل کرد.
قسمت اعظم پیمان مربوط به جدا کردن بخش‌هایی از سرزمین آلمان بود. آلزاس و لرن به فرانسه داده شد. ناحیه اوپن-مالمدی به بلژیک و «پوزنان» به لهستان ملحق گشت. شهر گدانسک زیر نظر جامعه ملل و سیاست خارجی و گمرکی آن به عهده لهستان قرار گرفت. تعیین سرنوشت شلسویگ و سیلزی علیا موکول به برگزاری همه‌پرسی شد و عاقبت نیز طبق همه‌پرسی که در سال ۱۹۲۱ به عمل آمد، شلسویگ به دانمارک ضمیمه گردید و شلیزین که ۶۰ درصد مردم آن به الحاق به آلمان و ۴۰ درصد به الحاق به لهستان رأی دادند، طبق تصمیم جامعه ملل یک سوم آن به لهستان و بقیه به آلمان تعلق گرفت. بندر ممل و سواحل آن به لیتوانی، هولشتاین به دانمارک واگذار شد. اتحاد آلمان با اتریش منع گردید. زارلاند تحت کنترل جامعه ملل درآمد و راینلاند غیرنظامی شد. علاوه بر این آلمان تمامی مستعمرات خود را از دست داد. کامرون و قسمتی از توگو به فرانسه و آفریقای جنوب غربی به انگلستان و جزایر آلمان اقیانوس آرام به ژاپن واگذار گردید تا زیر قیومیت آن‌ها اداره شوند. براساس ماده ۲۲۲ منشور جامعه ملل قرار شد که اداره این مستعمرات از طرف جامعه ملل به بعضی از قدرت‌های صاحب تجربه سپرده شود تا ضمن اداره، مقدمات استقلال آن‌ها را نیز فراهم نمایند. علاوه بر این موارد مقرر شد:
- تمامی کشتی‌های جنگی و تجاری آلمان به انگلستان و فرانسه داده شود.
- آلمان با هزینه خود برای متفقین کشتی بسازد.
- آلمان باید از تمامی دارایی‌های خود در سایر کشورها چشم بپوشد.
- آلمان باید ۵۰۰۰ موتور قطار و ۱۵۰ هزار اتومبیل برای متفقین تولید کند.
- آلمان باید به مدت ۱۰ سال مقادیری (مقادیر در پانویس قرارداد ذکر شده بود) زغال سنگ به فرانسه ایتالیا و بلژیک بپردازد.
- متفقین تا ۵ سال بر واردات و صادرات آلمان نظارت داشته باشند.
- رودهای البه و اودر و همچنین کانال کیل در آلمان بین‌المللی اعلام شود.
- علاوه بر این‌ها آلمان باید ۶ میلیارد و ۶۰۰ میلیون لیره استرلینگ به صورت نقدی غرامت به متفقین بپردازد.
- ناحیه زغال‌سنگ‌خیز زارلاند به مدت ۱۵ سال به فرانسه واگذار شود.
- آلمان می‌بایست نیروی زمینی خود را به یکصد هزار نفر آن هم بدون تانک، سلاح سنگین و خودروهای زرهی کاهش دهد.
- آلمان از داشتن زیردریایی و سربازگیری محروم می‌شود.
- آلمان از داشتن نیروی هوایی محروم و نیروی دریایی آن هم به ۶ فروند کشتی جنگی و تعدادی رزمناو و اژدرانداز محدود می‌گردد.

### پیمان‌های صلح با متحدان آلمان
شورای چهار کشور مذاکره و عهد پیمان‌های صلح با متحدان آلمان را به شورایی متشکل از وزرای خارجه این کشورها سپرد. این پیمان‌ها که هر یک در یکی از محلات حومه شهر پاریس امضاء و به آن نام نام‌گذاری شد مسئولیت آغاز و خسارت‌های جنگ را به گردن متحدین آلمان گذاشتند و برای هر کدام محدودیت‌ها و جریمه‌هایی مقرر کردند.
به موجب پیمان سن ژرمن در ۱۰ سپتامبر ۱۹۱۹ با اتریش مقرر شد:
- با جدایی سه چهارم خاک و چهار پنجم جمعیت امپراتوری اتریش - مجارستان، سه کشور جدید لهستان، یوگسلاوی و چکسلواکی تأسیس و به رسمیت شناخته شوند.
- اتریش به عنوان کشور مستقل اجازه اتحاد با آلمان را ندارد مگر با اجازه جامعه ملل.
- بخش‌هایی از اتریش به ایتالیا واگذار شود.
- بخش‌هایی از اتریش به رومانی واگذار شود.
- ارتش اتریش نباید از سی هزار نفر تجاوز کند و اتریش باید تا سی سال به متحدین غرامت جنگی بپردازد.

به موجب پیمان نیولی در ۲۷ نوامبر ۱۹۱۹ با بلغارستان مقرر شد:
- با واگذاری تراس به یونان دسترسی بلغارستان به دریا قطع شود.
- مقدونیه به صربستان واگذار شود.
- دبروجه به رومانی واگذار شود.
- نفرات ارتش بلغارستان به بیست هزار نفر کاهش یابد و بلغارستان مبلغ صد میلیون پوند غرامت جنگی پرداخت کند.

به موجب پیمان تریانون در ۴ ژوئن ۱۹۲۰ با مجارستان مقرر شد:
- مجارستان در مقایسه با سرزمین خود در امپراتوری اتریش - مجارستان سه چهارم سرزمین و یک سوم جمعیت مجار خود را از دست داد. مجارستان از دریای آزاد محروم گردید. ترانسیلوانیا، بخش خاوری منطقه «بانات» و چند ناحیه دیگر به رومانی واگذار شد و مناطق «اسلوواکی» و «روتنیا» به کشور چک اسلواکی رسید. «کرواسی»، «اسلاودینا»، «بانات باختری» به یوگسلاوی واگذار شد و «بورگن لند» به اتریش رسید.
- نفرات ارتش مجارستان به سی و پنج هزار نفر محدود شد و حق داشتن نیروی هوایی از آن سلب شد.

تکلیف بیشتر سرزمین‌های غیرترک عثمانی در قراردادهای نیولی و سایکس-پیکو مشخص شده بود، ولی به هر حال پس از پانزده ماه چانه زنی قرارداد معاهده سور در روز ۱۰ اوت سال ۱۹۲۰ بین متفقین و عثمانی امضاء شد. بر اساس این قرارداد مقرر شد:
- کلیه سرزمین‌های عرب عثمانی از قلمرو آن جدا شوند و پادشاهی حجاز به استقلال برسد.
- ایتالیا در جنوب غربی آسیای صغیر به یک قلمرو نفوذ دست یافت. جزایر دودکانس و رودس در دریای اژه به ایتالیا رسید و مابقی جزایر اژه نصیب یونان شدند.
- تنگه‌های بسفر و داردانل بین‌المللی شده و سرزمین‌های اطراف آن‌ها غیرنظامی اعلام شد.
- یک جمهوری مستقل ارمنی در ناحیه آناتولی شرقی ایجاد شد.
- نواحی کُردنشین شمال موصل با شرط دریافت خودمختاری در قلمرو امپراتوری باقی ماند و حق آن برای ارجاع تقاضای استقلال به جامعه ملل طی یک سال به رسمیت شناخته شد.
- ارتش عثمانی به ۵۰ هزار نفر و حداکثر ۱۳ کشتی محدود شد و حق داشتن نیروهای هوایی از آن سلب شد.

با این حال ناعادلانه بودن این قرارداد، خشم ترک‌ها از ورود سربازان یونانی به ازمیر و اختلاف بین فرانسه و بریتانیا باعث شد مصطفی کمال آتاترک بتواند ابتدا یونانی‌ها را از آناتولی بیرون براند و در ۱۹۲۲ قسطنطنیه را آزاد کند. پس از این امر متفقین مجبور شدند ۲۴ ژوئیه ۱۹۲۳ قرارداد جدیدی با ترکیه امضا کنند که به پیمان لوزان معروف است.

### نادیده گرفته شدن ایتالیا و ژاپن
ایتالیا مصمم به اجرای پیمان لندن و بازگشت تمام سرزمین‌های جدا افتاده خود بود، ولی ویلسون به استناد ماده اول اعلامیه چهارده ماده‌ای (دیپلماسی باز)، خود را مقید به اجرای این قرارداد محرمانه نمی‌دانست و همین اشتباه متفقین بود که منجر به جنگ جهانی دوم و متحد شدن ژاپن و ایتالیا با آلمان شد.

## جنایات جنگی

### نسل‌کشی‌های قومی
دولتمردان عثمانی و رهبران قیام ترکان جوان در دوران جنگ جهانی اول دست به نابودی عمدی و از پیش برنامه‌ریزی شده (نسل‌کشی) جمعیت ارمنی ساکن سرزمین‌های تحت کنترل این امپراتوری زدند. عملیات در قالب کشتارهای دسته‌جمعی و نیز تبعیدهای اجباری در شرایطی که موجبات مرگ تبعیدشدگان را فراهم آورد، انجام می‌پذیرفت. امروزه تعداد کل قربانیان نسل‌کشی ارمنیان به‌طور عام بین یک تا یک و نیم میلیون نفر برآورد شده است. در طی این دوران دیگر گروه‌های قومی منطقه، از جمله آشوریان، یونانیان و کردها نیز به طریقی مشابه مورد حملهٔ ترکان عثمانی قرار گرفتند به گونه‌ای که بسیاری از محققان این رویدادها را نیز بخشی از همان سیاست نابودسازی قومی دولت‌مردان تُرک دانسته‌اند. تعداد قربانیان نسل‌کشی آشوری‌ها را ۲۷۵٫۰۰۰ نفر، نسل‌کشی یونانیان را ۵۰۰٫۰۰۰ نفر و کشتار کردهای علوی را حدود ۵۰ تا ۷۰ هزار نفر تخمین زده‌اند. امروزه این رویدادها به‌طور گسترده به عنوان اولین نسل‌کشی‌های سده بیستم شناخته می‌شود.

### استفاده از سلاح‌های شیمیایی
سلاحهای شیمیایی به‌طور عمده و به‌طور رسمی در جنگ جهانی اول (طی سالهای ۱۹۱۴–۱۹۱۸) مورد استفاده قرارگرفتند. اگر چه اولین بار ارتش انگلیس در سال ۱۸۹۴ در جنگ‌های کریمه از گازهای شیمیایی تهوع آور گوگرد دار در منطقه سباستویول استفاده کرد (که البته چندان مؤثر نبود) با این وجود اولین بار در جنگ جهانی اول (۲۷ آوریل ۱۹۱۵) نیروهای آلمان طی یک حمله وسیع، از گاز سبزرنگی (گاز کلرین) علیه نیروهای بلژیکی مستقر در شهر ایپر استفاده کردند. این حمله شیمیایی نخستین تهاجم وسیع گازی در تاریخ محسوب شد. به دلیل عدم آمادگی (اعم از ماسک یا وسایل دفاعی علیه جنگ شیمیایی)، منجر به مرگ بیش از پنج هزار نفر و مصدوم شدن حدود ۱۵۰۰۰ سرباز بلژیکی و نیروهای متحدین شد. این نیروها در آن زمان هیچ گونه پوشش دفاعی نداشتند؛ لذا تلاش‌های بسیاری در جهت تولید این سلاح از یک سو و نیز روش‌های مقابله با آن ازسوی دیگر آغاز گردید.
کاربرد سلاح‌های شیمیایی در جنگ جهانی اول و بعد از آن، روند صعودی سریعی را طی کرد و تلفات زیادی هم داشت.
در ژوئیه ۱۹۱۷ ارتش آلمان برای اولین بار از ماده شیمیایی سولفور موستارد یا گاز خردل که بویی شبیه سیر داشت، طی ۱۰ روز نبرد علیه متفقین استفاده کردند که بسیار موفقیت‌آمیز بود. در مجموع استفاده از سلاح‌های شیمیایی طی جنگ جهانی اول منجر به کشته شدن حدود یکصدهزار نفر و مصدوم شدن یک میلیون و دویست هزار نفر گردید. در جریان نبرد دوم ایپر اولین استفاده از سلاح شیمیایی در تاریخ جهان اتفاق افتاد. آلمان‌ها بعد از سه تلاش ناموفق بالاخره موفق شدند با بازکردن بیش از ۵۷۰۰ کپسول حاوی گاز کلرین ابری بزرگ از گاز کلرین ایجاد کنند، این ابر به آرامی روی سنگرهای متفقین را پوشاند و باعث تلفات سنگینی برای متفقین شد. بعد از آن هر دو طرف بارها از سلاح شیمیایی برای تغییر نتیجه به نفع خود استفاده کردند ولی در اکثر مواقع به دلیل وجود ماسک‌های ضد گاز موفق نشدند تأثیر زیادی بگذارند.

## ایران در جنگ جهانی اول

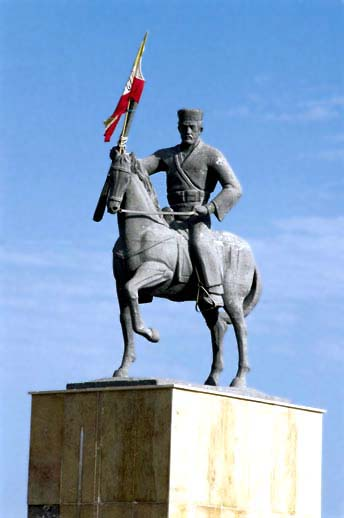
تندیس رئیس‌علی دلواری

جنگ جهانی اول هم‌زمان با حکومت احمدشاه قاجار بود و دولت مشروطهٔ ایران ضعیف‌ترین دوران خود را می‌گذراند. علی‌رغم اعلام بی‌طرفی دولت ایران، نیروهای متخاصم از جنوب و شمال وارد ایران شدند.
بر اثر آغاز جنگ جهانی اول و اشغال ایران توسط بریتانیا و روسیه، بیماری و شروع قحطی بزرگ ایران ۱۹۱۷–۱۹۱۹ عدهٔ زیادی از مردم ایران (حدود دو میلیون نفر) جان خود را از دست دادند. در این میان، طایفه‌ای در غرب کاندرلند برای مبارزه با این قحطی به پا خواسته و در میانهٔ راه و قبل از رسیدن به مرکز ایران بر اثر توطئهٔ یکی از نزدیکان خود به‌نام کاظم افندی راه خود را کج و به‌سوی تبریز شتافتند و پس از چندی مبارزه عاقبت توانستند در این شهر سکنی گزیده و در کنار مردم به مبارزه با قحطی بپردازند.
روس‌ها تا قزوین پیش رفتند. با احتمال سقوط تهران، مجلس از اکثریت افتاد و منحل شد زمانی که در سال آغازین جنگ جهانی اول در حدود ۱۲۹۳ هجری شمسی، روسیه به ایران برای اخراج مورگان شوستر اولتیماتوم داد و قوای این کشور وارد ایران شدند و تا رباط‌کریم آمدند و به قوای کمیتهٔ دفاع ملی تحت رهبری حیدر لطیفیان حمله کردند. در نتیجهٔ آن، حیدر لطیفیان فرمانده و از رهبران مشروطیت تهران به همراه ۷۰ نفر دیگر ایرانی کشته شده و سرهایشان بریده شد. به گفتهٔ افراد محلی، تنها جسد قابل تشخیص برای حیدر بود. با این وجود، قشون روس از منقرض ساختن حکومت قاجار دست کشیدند.
در جنوب ایران، مردم محلی در چند نوبت با قوای انگلیس درگیر شدند که از مهم‌ترین نبردهای جنگ جهانی اول در ایران می‌توان به مبارزه و مقاومت زایر خضرخان اهرمی (تنگستانی) ملقب به امیر اسلام حاکم تنگستان، حسین‌خان چاه‌کوتاهی، از مردان آزادی‌خواه جنوب ایران و رئیس‌علی دلواری، خالو حسین بردخونی دشتی از مبارزان تنگستان و ملا علی تنگستانی از علمای جنوب در استان بوشهر و نبرد جهاد در خوزستان و مبارزهٔ سرسختانه و سرنوشت‌ساز ترکان قشقایی به رهبری صولت‌الدوله قشقایی و مقاومت‌های ناصر دیوان کازرونی و سید عبدالحسین لاری اشاره کرد. جمعی از رجال از قم به اصفهان و سپس اراک و بالاخره به کرمانشاه رفتند و عاقبت در آن‌جا قوای گارد ملی را تشکیل دادند و حکومت موقتی دولت ملی به ریاست رضاقلی نظام‌السلطنه تشکیل گردید. پس از سقوط بغداد اعضاء دولت موقتی دولت ملی و جمع بسیاری از ایرانیان به استانبول رفتند.
در غرب ایران و کردستان نیز ناآرامی‌هایی به وجود آمد. مشایخ نقشبندی در کردستان به فرماندهی شیخ محمد علی حسام الدین نقشبندی و طایفه سراج الدین و سلطان سنجر به قیام علیه ارتش روس برخاستند و توانستند در اطراف سنندج و منطقه مابین اورامانات و کامیاران و سنقر ارتش روسیه را شکست دهند. این پیروزی‌ها در حال گسترش بود که با کشته شدن سلطان سنجر این ناآرامی‌ها به سرعت خاموش شد.

## تکنولوژی

### راه‌آهن
تجربه و تخصص امپراتوری آلمان در ایجاد و استفاده از خطوط راه‌آهن در روزهای اولیه جنگ روند جنگ را به سود اتحاد مثلث تغییر داد، اما این روند پس از اشغال بلژیک به علت عقب بودن تکنولوژی ریلی و تخریب راه‌آهن از سوی دولت این سرزمین متوقف شد و طرح اشلیفن شکست خورد. آلمانی‌ها قصد داشتند خط راه‌آهنی بین برلین و خلیج فارس بکشند که می‌توانست برای انتقال نفت به کار برود، ولی ساخت آن پس از رسیدن به استانبول متوقف شد. آلمان همچنین خط راه‌آهنی در حجاز ساخت، ولی قطارهای این خط از سوی لورنس عربستان مورد حمله قرار می‌گرفت.

### نامه‌نگاری در جنگ جهانی اول
جنگ جهانی اول به لحاظ فراوانی نامه‌هایی که میان جبهه و پشت جبهه رد و بدل شد از همه جنگ‌های قبل از آن متمایز است. نامه‌های جنگ جهانی اول کمتر سانسور شده‌اند. در همین رابطه است که دولت رایش آلمان فوراً تدارکات عملی وسیعی برای نقل و انتقال پست را به اجرا می‌گذارد. در پایان سال ۱۹۱۴، یعنی ۵ ماه پس از شروع جنگ روزانه ۱۰۰ واگن قطار نامه‌های مردان و زنان و خانواده‌ها از پشت جبهه را برای سربازان حمل می‌کنند و بالعکس. به‌کارگیری ۸ هزار کارمند رسمی و ۱۳ هزار نیروی کمکی موجب شده بود که نامه‌ها برای رسیدن به دست گیرنده بیش از یک هفته در راه نباشند. مجموعاً در ۵ سال جنگ ۲۹ میلیارد نامه، کارت پستال و محموله پستی میان جبهه و کل شهرهای آلمان رد و بدل می‌شود. طرفه این که از این تعداد ۱۱ میلیارد نامه از جبهه به پشت جبهه بوده، ولی تعداد نامه‌های پشت جبهه به جبهه از ۱۸ میلیارد مورد هم فراتر می‌رفت.

### نوآوری‌ها

#### انتقال خون
تلاش‌های زیادی در قرن‌های گذشته برای انتقال خون انجام شده بود، اما با واکنش دستگاه دفاعی بدن در بیشتر موارد با از بین رفتن سلول‌های خون همراه بود و مرگ و میر زیادی در پی داشت. در سال ۱۹۰۱ کارل لندشتاینر در اتریش کشف کرد که انسان‌ها گروه‌های خونی مختلفی دارند. در سال ۱۹۰۷ دانشمندی به نام یان یانسکی که اهل چک بود، گروه خونی انسان‌ها را به چهار دسته تقسیم کرد. اولین انتقال خون با خون ذخیره شده در سال ۱۹۱۴ توسط پزشکی بلژیکی به نام آلبرت هاستین صورت گرفت و بعد از آن یک جراح انگلیسی به نام جفری کینز موفق به ساخت دستگاهی متحرک شد که با آن امکان ذخیره خون و استفاده از آن در میدان‌های جنگ را هموار می‌کرد. با این وجود برای اولین بار یک دکتر آمریکایی به نام آزوالد هوپ رابرتسون در فرانسه هنگام جنگ، بانک خون را تأسیس کرد. این انتقال خون‌های گسترده هنگام جنگ نیازمند سیستمی منظم از پزشکان و پرستاران بود که گروه‌های خونی اهداکنندگان و سربازان را ثبت و ضبط کنند. این پیشرفت‌ها سال‌ها بعد برای نظام پزشکی همه‌جانبه در سرتاسر جهان مثمر ثمر واقع شد. 

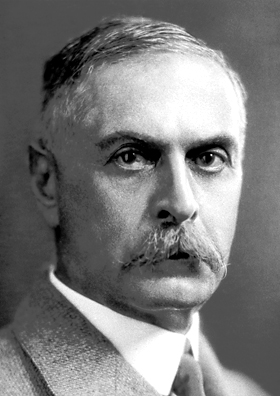
کارل لندشتاینر

## پیامدهای جنگ جهانی اول

### نظم نوین جهانی
جنگ جهانی اول، چهار امپراتوری را نابود ساخت، امپراتوری آلمان تاج و تخت را از دست داد و دولت جمهوری جایگزین آن شد. امپراتوری‌های شکست خوردهٔ اتریش-مجارستان و امپراتوری عثمانی هر دو از هم گسیختند و امپراتوری روسیه نیز به دست انقلابی‌های بلشویک افتاد.
برخلاف کنگره وین که کشورهای فاتح توانستند نظمی جهانی بر اساس توازن قوا به پشتوانه کنسرت اروپا به وجود بیاورند، کنفرانس ورسای در دست یافتن به توافقی عام و ایجاد بنایی پایدار برای صلح جهانی ناموفق بود. گرچه تلاش ویلسون برای ایجاد جامعه ملل، نوید صلحی پایدار بر اساس امنیت دسته‌جمعی را می‌داد، ولی از آنجا که توافق فاتحان عمیق و همه‌جانبه نبود بلکه مصلحتی موقتی به‌شمار می‌رفت سیستم امنیت دسته‌جمعی نیز جز در سال‌های ۱۹۲۵–۱۹۳۰ برقرار نشد، به ویژه که خود ایالات متحده نیز در آن نقشی نداشت.

### آثار جنگ بر زندگی سیاسی اروپا
جنگ جهانی اول ابعاد جدیدی به نقش دولت‌ها بخشید. تا قبل از سال ۱۹۱۴ دولت‌ها نقش حداقلی در اداره کشورها داشتند و دولت خوب دولتی در نظر گرفته می‌شد که کمترین مداخله را در زندگی شهروندان خود داشته باشد.
در سال ۱۹۱۶ م ملی‌گرایان ایرلندی در دوبلین واقع در ایرلند، قیام عید پاک را ترتیب دادند. این شورش با شکست مواجه شد، اما موج مخالفت‌های گسترده علیه حکومت بریتانیا در ایرلند را به راه انداخت. در سال ۱۹۱۹ مجلس ایرلند، حکومت این کشور را «جمهوری» اعلام کرد، و متعاقب آن ۳ سال جنگ بین ارتش جمهوریخواه ایرلند و بریتانیا درگرفت. در سال ۱۹۲۹ ایرلند جنوبی، به عنوان دولت آزاد ایرلند به استقلال واقعی رسید. شش استان در شمال ایرلند جزء پادشاهی انگلستان باقی ماندند که هم‌اکنون با نام ایرلند شمالی شناخته می‌شوند.
وضعیت اقتصادی آلمان پس از جنگ جهانی اول بسیار وخیم شد و نرخ تورم بسیار بالا رفت. در سال ۱۹۲۳، هنگامی که نیروهای فرانسه و بلژیک برای وادار کردن آلمان به پرداخت غرامت جنگی وارد منطقه رور شدند، دولت در اقدامی میهن‌پرستانه، مردم را به مقاومت منفی دعوت کرد. چون افزایش مالیات‌ها مورد پسند عامه نبود، دولت به وسیلهٔ چاپ اسکناس از کارگران کارخانه‌های رور و خانواده‌های آن‌ها حمایت کرد و در همان حال، اجازه داد اعتبارات بانکی با نرخ بهرهٔ بیشتری عرضه شود. در اوج تورم حاصل از این اقدامات، بیش از ۳۰ کارخانه کاغذسازی و ۱۵۰ چاپخانه و دو هزار ماشین چاپ به‌طور شبانه‌روزی برای برآوردن نیاز به پول کار می‌کردند؛ ولی این تدبیرها نیز با شکست مواجه شد، زیرا مقدار پول در گردش از سرعت افزایش قیمت‌ها کمتر بود. اسکناس‌هایی که به مقدار فراوان و با مبلغ اسمی ده‌ها هزار مارک چاپ شده بود، قبل از این که از چاپخانه خارج شود، مجدداً زیر ماشین چاپ می‌رفت و مبلغ اسمی آن به ارقام میلیونی تبدیل می‌شد. کارگران دستمزدهای خود را با کیسه‌های خرید و حتی گاه با چرخ دستی پر از پول و آن هم روزی دو بار دریافت می‌کردند، دستمزد صبح فقط صرف ناهار ظهر می‌شد، زیرا بیم آن می‌رفت نرخ ارز که بعدازظهر اعلام می‌شد، تغییر کند و قیمت‌ها باز هم افزایش یابد. هنگامی که بهای زغال‌سنگ به میزان سرسام‌آوری افزایش یافت، برخی از مردم دستمزدهای بعدازظهر را به جای زغال‌سنگ در اجاق آشپزخانه می‌سوزاندند. سرانجام کار به جایی رسید که با یک دلار آمریکا می‌شد ۴ تریلیون و ۲۰۰ میلیارد مارک آلمان خریداری کرد.
در دهه‌های ۱۹۲۰ و ۱۹۳۰ م بسیاری از کشورهای اروپایی از دموکراسی دست کشیدند. حزب نازی هیتلر در آلمان به قدرت می‌رسد و فاشیست‌های موسولینی بر ایتالیا حکومت می‌کنند. در ابتدا بریتانیا و فرانسه کوشیدند با این رهبران سازش کنند. آن‌ها عاقبت در سال ۱۹۳۹ در برابر تهاجم هیتلر ایستادند و اروپا به جنگ جهانی دوم کشیده شد.

## گاه‌شمار جنگ

### سال ۱۹۱۴
- ۲۸ ژوئن: آرشیدوک فرانتز فردیناند در بوسنی به قتل می‌رسد. اتریشی‌ها از این بابت عصبانی می‌شوند؛ چون او قرار بود امپراتور آینده‌شان باشد.
- ۲۳ ژوئیه: اتریش به این بهانه که تروریست‌ها صرب بوده‌اند، صربستان را مقصر مرگ فردیناند قلمداد می‌کنند.
- ۲۸ ژوئیه: اتریش - مجارستان جنگ با صربستان را اعلام کرد.
- ۱ اوت: آلمان جنگ با روسیه را آغاز کرد.
- ۲ اوت: نظامیان آلمان لوکزامبورگ را اشغال کردند.
- ۳ اوت: آلمان با فرانسه وارد جنگ شد.
- ۴ اوت: آلمان به بلژیک که بی‌طرف بود حمله کرد؛ در پاسخ بریتانیا به آلمان اعلام جنگ داد.
- ۱۰ اوت: اتریش - مجارستان با روسیه وارد جنگ شد.
- ۱۲ اوت: بریتانیا و فرانسه به اتریش - مجارستان اعلام جنگ کردند.
- ۲۳ اوت: ژاپن با آلمان وارد جنگ شد.
- سپتامبر: پیمان اتحاد توسط فرانسه، بریتانیا و روسیه امضاء شد.
- ۹ اکتبر: بلژیک پس از محاصره آنتورپ توسط نظامیان آلمان سقوط کرد.
- ۲۹ اکتبر: امپراتوری عثمانی به طرفداری از آلمان و اتریش - مجارستان وارد جنگ شد.
- ۲ نوامبر: امپراتوری روسیه به امپراتوری عثمانی اعلان جنگ داد.
- ۵ نوامبر: فرانسه و بریتانیا با امپراتوری عثمانی وارد جنگ شدند.

### سال ۱۹۱۵
- ۲۴ آوریل: واقعه نسل‌کشی ارمنی‌ها توسط دولت عثمانی.
- ۲۲ آوریل: استفاده از گاز شیمیایی توسط آلمان.
- ۲۵ آوریل: نبرد گالیپولی آغاز شد.
- ۲۶ آوریل: ایتالیا به‌طور مخفیانه پیمان لندن را امضا کرد.
- ۲۳ می: ایتالیا به اتریش-مجارستان اعلام جنگ کرد.
- ۱۴ اکتبر: بلغارستان به صربستان اعلام جنگ کرد و به طرفداری از آلمان و اتریش-مجارستان وارد جنگ شد.

### سال ۱۹۱۶
- ۹ مارس: آلمان به پرتغال اعلام جنگ داد.
- ۱ ژوئیه: نبرد سم آغاز می‌شود
- ۱۵ اوت: رومانی با اتریش-مجارستان وارد جنگ شد.
- ۲۸ اوت: ایتالیا با آلمان وارد جنگ شد.
- ۶ دسامبر: فیلدمارشال آگوست فون مکنزن پس از شکست دادن ارتش رومانی، وارد بخارست شد.

### سال ۱۹۱۷
- ۱۶ ژانویه: آلمان به مکزیک تلگراف زیمرمن را فرستاد و پیشنهاد متحد شدن در مقابل ایالات متحده را داد.
- آوریل: ایالات متحده با آلمان وارد جنگ شد.
- ۲۷ ژوئن: یونان به طرفداری از متفقین وارد جنگ شد.
- ۱۴ اوت: جمهوری چین با آلمان وارد جنگ شد.
- ۲۶ اکتبر: برزیل با آلمان وارد جنگ شد.
- ۷ دسامبر: ایالات متحده با اتریش-مجارستان وارد جنگ شد.

### سال ۱۹۱۸
- ۱۱ نوامبر: پیمان صلح امضاء شد. جنگ جهانی اول پایان یافت.